# جوزيبي كريسبي
جوزيبي ماريا كريسبي (بالأيطالية: Giuseppe Maria Crespi) (14 مارس 1665-16 يوليو 1747)، الملقب بـ («الإسباني»)، كان رسامًا إيطاليًا باروكيًا متأخرًا من رسامي مدرسة بولونيز. تتضمن أعماله الانتقائي لوحات دينية وبورتريات، ولكن عرف على وجه التحديد بلوحاته النوعية. يعتبر جوزيبي كريسبي، جنبا إلى جنب مع جيامباتيستا بيتوني، جيوفان باتيستا تيبولو، جيوفان باتيستا بيازيتا، جوفاني أنطونيو كانال وفرانشيسكو غواردي بـ «أساتذة الرسم الكبار» لتلك الفترة.

## السيرة الذاتية

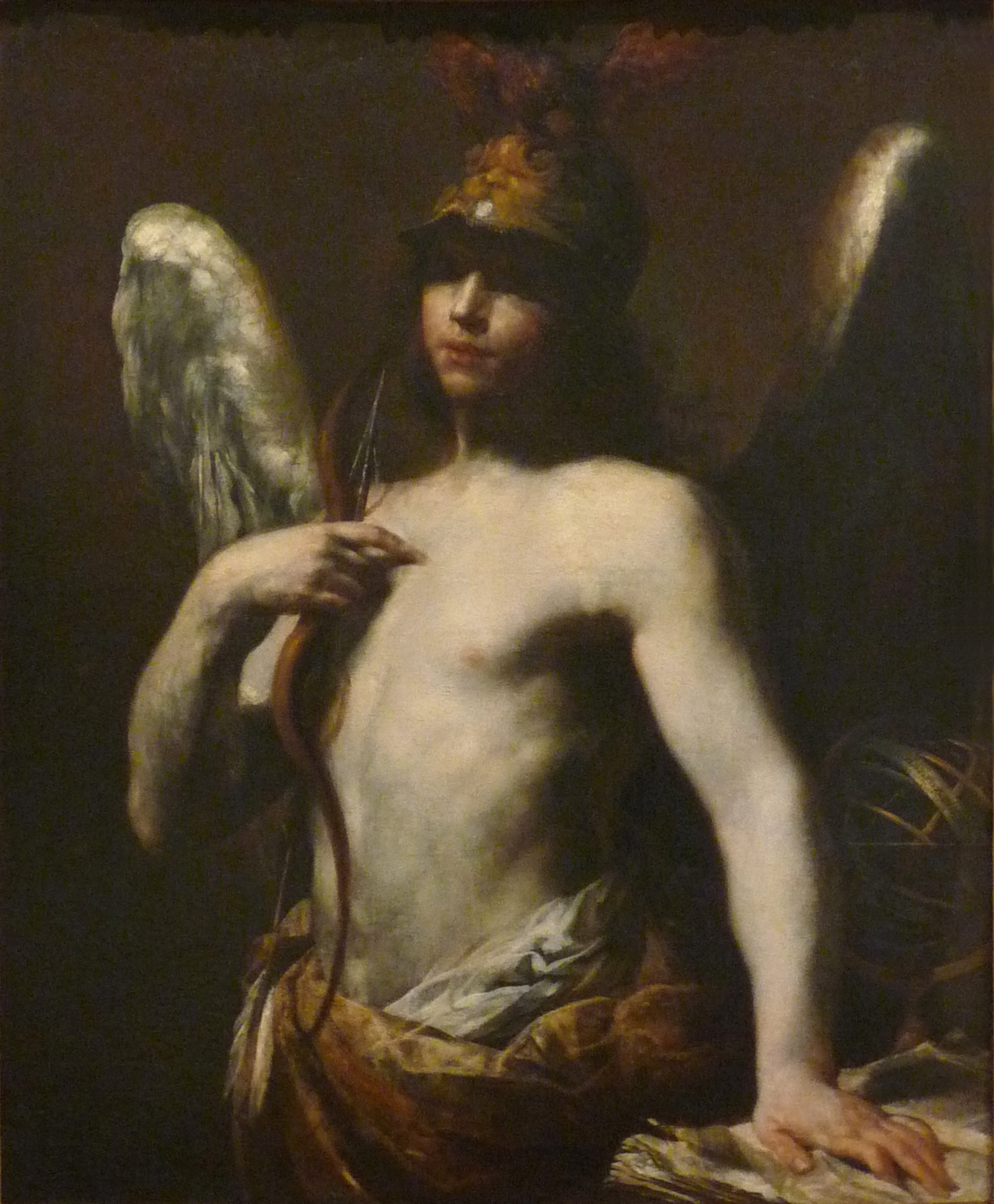
الإبداع بريشة كريسبي 1695-1700

ولد كريسبي في بولونيا لجيرولامو كريسبي وإيزابيلا كوسبي. كانت والدته على علاقة بعيدة بعائلة كوسبي النبيلة، التي كانت تربطها صلات بمنزل ميديتشي الفلورنسي. كان يلقب بـ «الأسباني» (لو سبانيولو) بسبب عادته في ارتداء الملابس الضيقة التي تميز الموضة الإسبانية في ذلك الوقت.
في سن 12 عامًا، تدرب مع أنجيلو ميشيل توني (أستاذ رسم أيطالي). من سن 15 إلى 18 عامًا، عمل تحت إشراف بولونيز دومينيكو كانوتي. يقال إن الرسام الروماني كارلو ماراتي، أثناء زيارة لبولونيا، دعا كريسبي للعمل في روما، لكن كريسبي رفض ذلك. دعا بولونيز كارلو سيناني، كريسبي في 1681 للانضمام إلى الاكاديمية لغرض دراسة الرسم، وظل في هذا الاستوديو حتى عام 1686 ، عندما انتقل سيناني إلى فورلي واستولى على الاستوديو الخاص به أشهر تلاميذه جيوفاني أنطونيو بوريني. من هذا الوقت، عمل كريسبي بشكل مستقل عن الفنانين الآخرين.
قال كاتب سيرة حياته الرئيسي، جيامبيترو زانوتي، عن كريسبي: «(لم يكن) يريد المال أبدًا مرة أخرى، وكان يصنع القصص والنزوات التي جاءت في مخيلته. وغالبًا ما كان يرسم أيضًا أشياء مشتركة، تمثل أدنى المهن، والناس الذين ولدوا فقيرين يجب أن يعولوا على أنفسهم في خدمة متطلبات المواطنين الأثرياء». وهكذا كان الأمر بالنسبة لكريسبي نفسه، حيث بدأ حياته المهنية في خدمة الرعاة الأثرياء بالأعمال الفنية. يقال إنه كان لديه عدسات بصرية في منزله للرسم. بحلول تسعينيات القرن التاسع عشر، كان قد أكمل العديد من اللوحات، بما في ذلك «إغراء القديس أنتوني» بتكليف من الكونت كارلو سيزار مالفاسيا، الآن في متحف سان نيكولو ديلي ألباري.

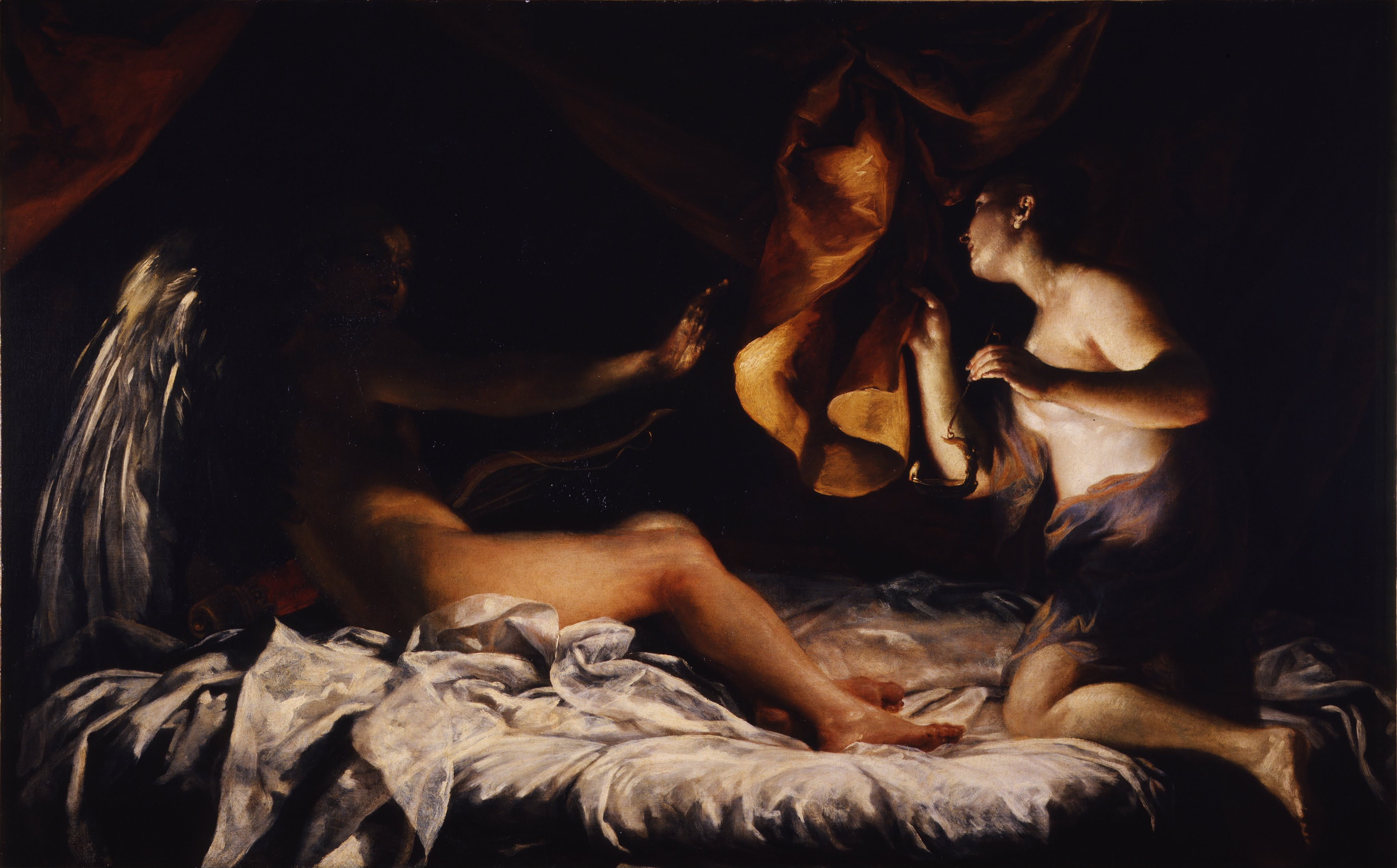
كيوبيد وبسيش بريشة كريسبي 1707-1709، معرض أوفيزي، فلورنسا.

سافر إلى البندقية، ولكن من المدهش أنه لم يذهب إلى روما أبدًا. حاملاً لوحته الدينية الكبيرة «مذبحة الأبرياء» وملاحظة من الكونت فينسينزو رانوزي كمقدمة، فر كريسبي في منتصف الليل إلى فلورنسا عام 1708 ، وحصل على رعاية الدوق الأكبر فرديناند الأول دي ميديشي. كان قد أُجبر على الفرار من بولونيا مع اللوحة القماشية، والتي بينما كانت مخصصة للدوق، كان الكاهن المحلي، دون كارلو سيلفا، أرادها لنفسه. أصبحت الأحداث المحيطة بهذه الحلقة مصدرًا لكثير من الدعاوى القضائية، حيث وجد كريسبي، على الأقل خلال السنوات الخمس التالية، الدوق حاميًا قويًا.
كان كريسبي فنانًا انتقائيًا، وكان رسامًا بورتريه ورسام كاريكاتير لامعًا، وكان معروفًا أيضًا بنقوشه على أسلوب رامبرانت وسلفاتور روزا. يمكن القول أنه رسم عددًا من الروائع بأنماط مختلفة. لقد رسم القليل من اللوحات الجدارية، ويرجع ذلك جزئيًا إلى رفضه الرسم بالتربيع، على الرغم من أنه في جميع الاحتمالات، لم يكن أسلوبه ليطابق مع متطلبات وسيط يستخدم غالبًا في السينوغرافيا الرائعة.
لم يتم تقدير كريسبي عالميًا، نقل لانزي عن مينج أنه يأسف على أن مدرسة بولونيز يجب أن تغلق مع ذهاب كريسبي «المتقلب». يصف لانزي كريسبي بأنه سمح «بالدوران المطول في التجديد ليظلل عبقريته الرائعة». وجد بأن كريسبي كان يضمن رسومًا كاريكاتورية حتى في موضوعات تاريخية أو بطولية، وكان يجعل لوحاته مكتظًه بشخصياتها، و «وقع في المانييريزمو»، ورسم بألوان قليلة وضربات فرشاة قليلة، «يرسم بالتحكيم ولكنه سطحي جدًا وبدون قوة الجسد».

## الأسرار السبعة
تم رسم إحدى سلاسل اللوحات الشهيرة، الأسرار السبعة، حوالي عام 1712 ، وهي معلقة الآن في معرض لوحات الأساتذة القدماء، في درسدن. تم الانتهاء منه في الأصل بتكليف من للكاردينال بيترو أوتوبوني (كاردينالًا إيطاليًا وابن أخت البابا ألكسندر الثامن) في روما، وعند وفاته انتقلت ملكيتها إلى ناخب ساكسونيا. تم رسم هذه الأعمال الفخمة بفرشاة فضفاضة، لكنها لا تزال تحافظ على تقواها الرصينة. لا يستخدم كريسبي الرموز الهيراطيقية مثل القديسين والمعجون، بل يستخدم قومًا مألوفون لتوضيح نشاط الأسرار.
| الأسرار السبعة | الأسرار السبعة | الأسرار السبعة | الأسرار السبعة | الأسرار السبعة | الأسرار السبعة | الأسرار السبعة |
| -------------- | -------------- | -------------- | -------------- | -------------- | -------------- | -------------- |
|                |                |                |                |                |                |                |
| المعمودية      | سر الميرون     | الأعتراف       | سر التناول     | سر الكهنوت     | الزواج         | سر مسحة المرضى |

## كريسبي وأسلوبهالنوعي

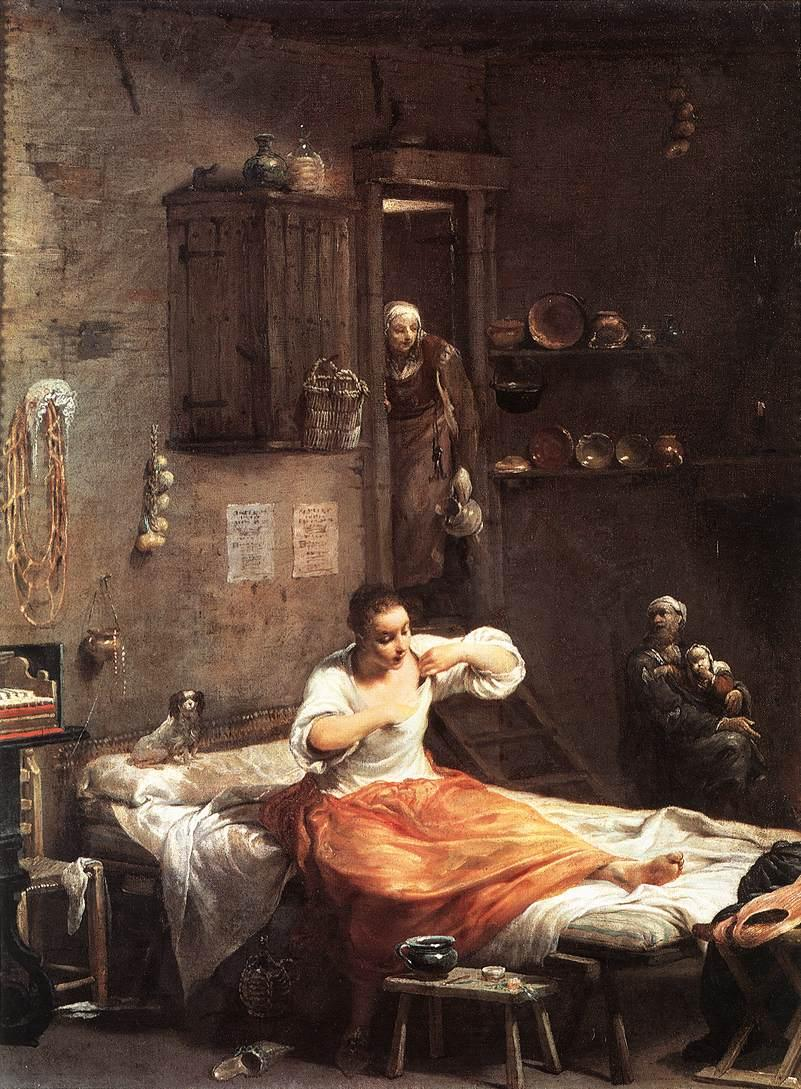
البحث عن البعوض بريشة كريسبي 1709 متحف اللوفر في باريس.

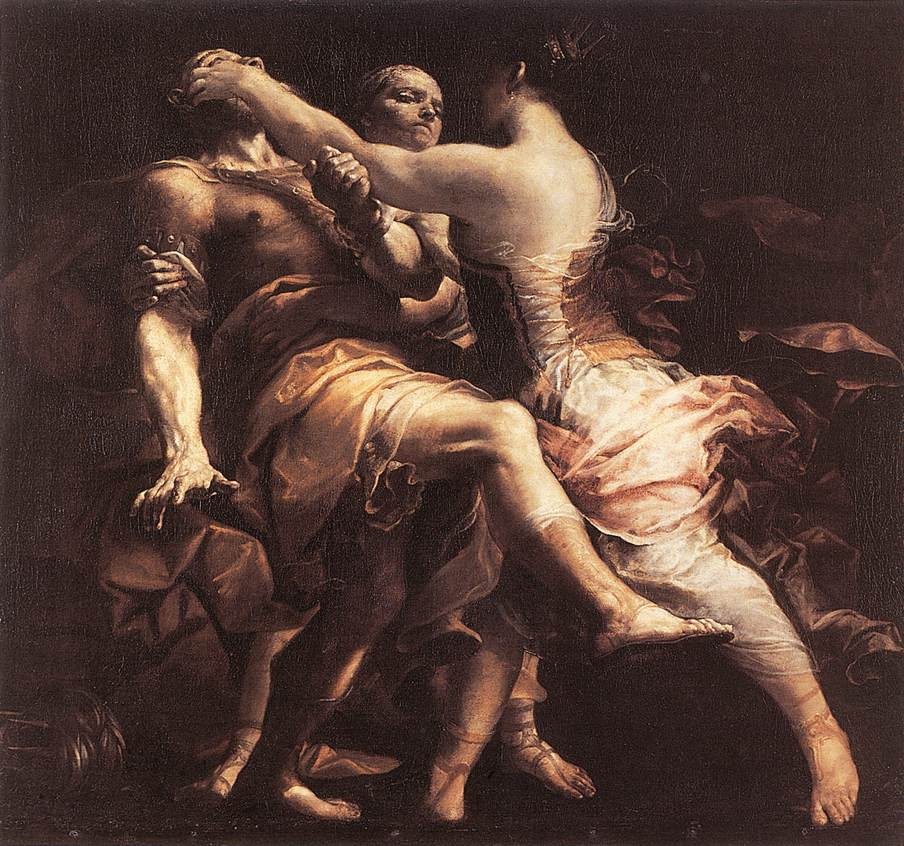
هيكوبا تعمي بوليستور بريشة كريسبي حوالي القرن الثامن عشر.

يشتهر كريسبي اليوم بأنه أحد المؤيدين الرئيسيين للرسم الفني الباروكي في إيطاليا. لم يول الإيطاليون، حتى القرن السابع عشر، اهتمامًا كبيرًا لمثل هذه الموضوعات، وركزوا بشكل أساسي على أللوحات الأكبر من الدين والأساطير والتاريخ، بالإضافة إلى تصوير الابطال. في هذا اختلفوا عن الأوروبيين الشماليين، وخاصة الرسامين الهولنديين، الذين لديهم تقليد قوي في تصوير الأنشطة اليومية. كانت هناك استثناءات: كان عملاق بولونيز الباروكي، أنيبالي كاراتشي، قد رسم مناظر طبيعية رعوية، وصورًا لتجار، واصحاب مهن مثل الجزارين. قبله، كان بارتولوميو باسيروتي وكريمونيز فينسينزو كامبي قد رسمو في الرسم النوعي. في هذا التقليد، اتبع كريسبي أيضًا السوابق التي وضعها بامبوتشيانتي، وخاصة رسامي النوع الهولندي النشطين في روما. بعد ذلك، تم دعم هذا التقليد أيضًا من قبل بيازيتا وبييترو لونغي وجياكومو سيروتي وجيوفاني دومينيكو تيبولو.

رسم العديد من مشاهد المطبخ والمواضيع منزلية أخرى. تُصوِّر لوحة «البحث عن البعوض» 1709  امرأة شابة تستعد للنوم ويُفترض أنها تبحث عن البراغيث المزعجة على شخصها. المناطق المحيطة بها قذرة - بالقرب منها مزهرية بها بضع أزهار وقلادة خرزية رخيصة تتدلى على الحائط - لكنها محمية في رحم من الضوء الرقيق. إنها ليست لا تحمل جمال بوتيتشيلي، لكنها بشر، كلبها الصغير نائم على ملاءات السرير. في مشهد من نوع آخر، يصور كريسبي غضب امرأة من رجل يتبول علانية على الحائط، مع وجود قطة أيضًا تعترض على طيش الرجل.

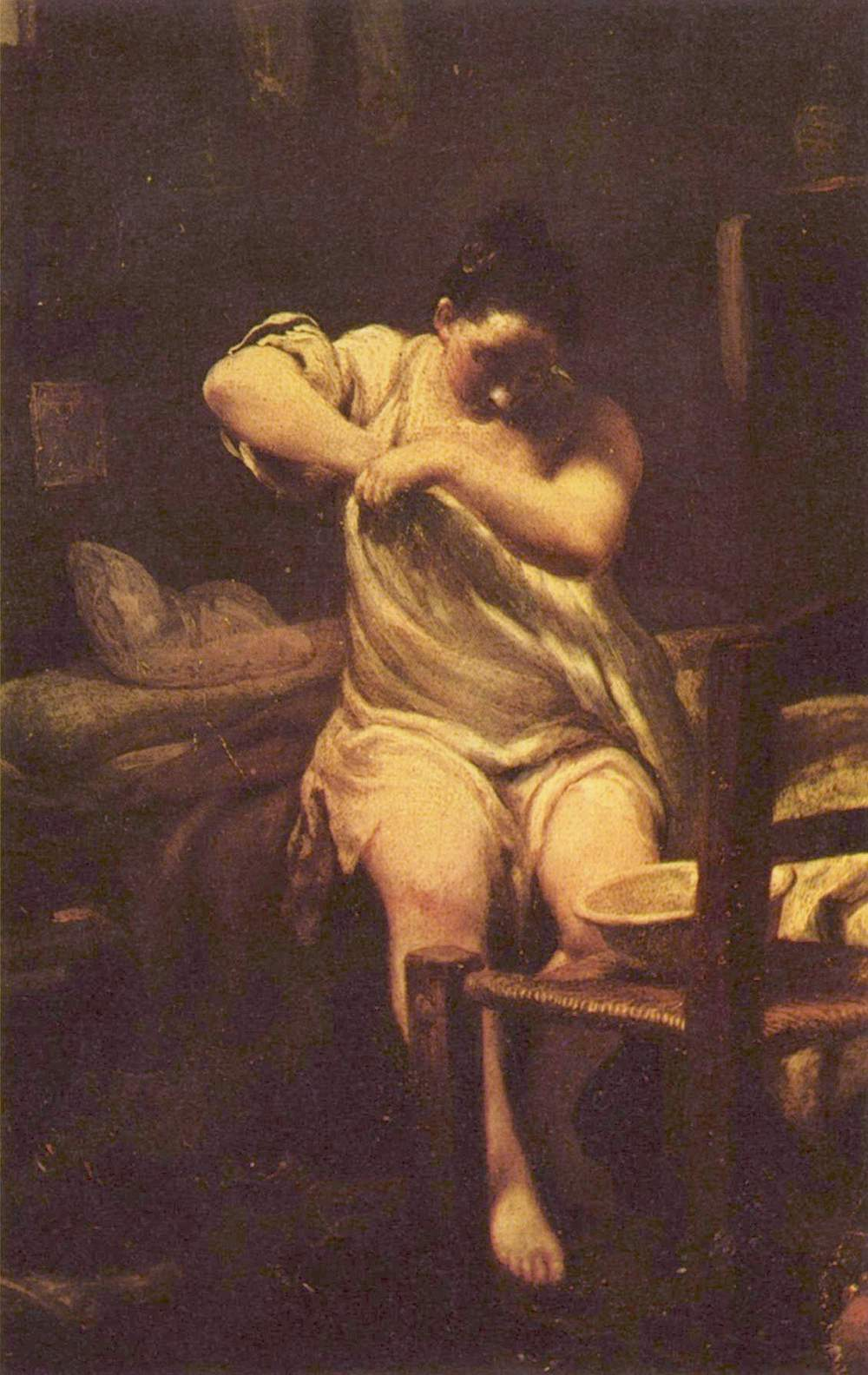
البعوض
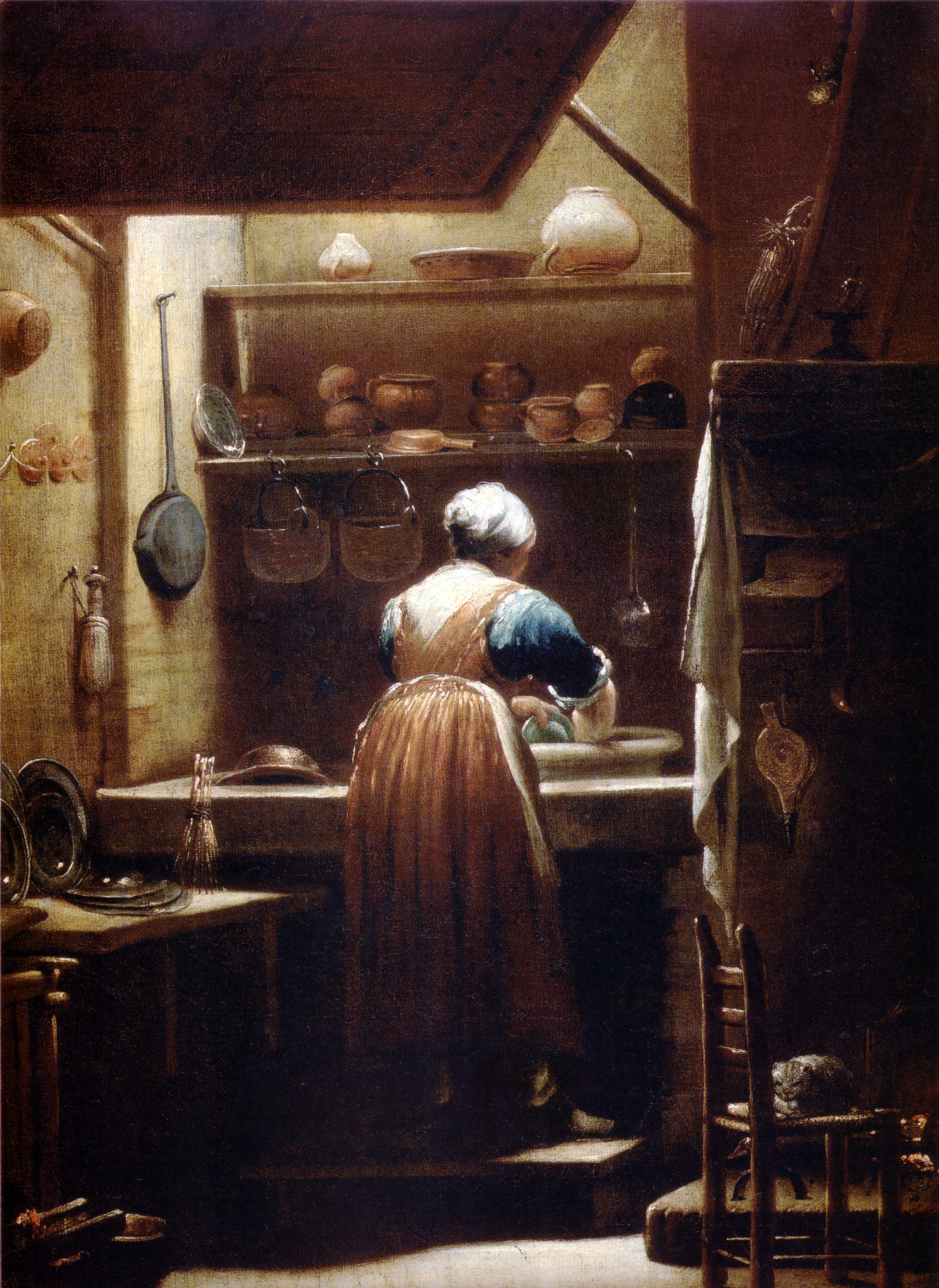
الطباخة
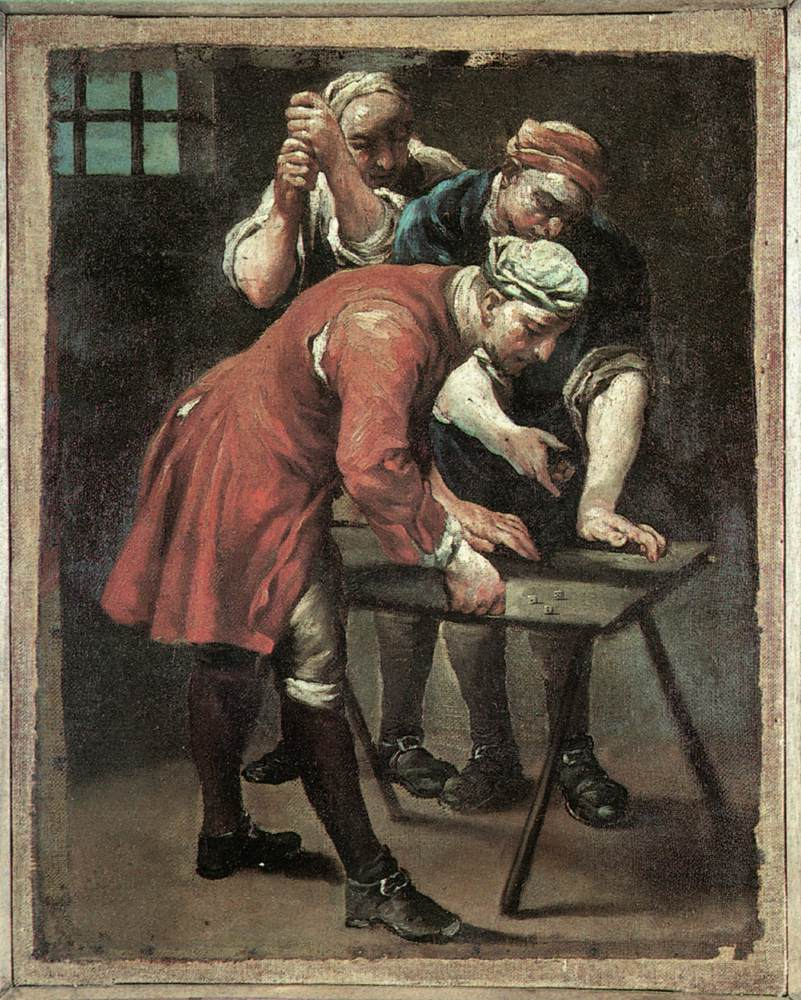
لاعبي النرد
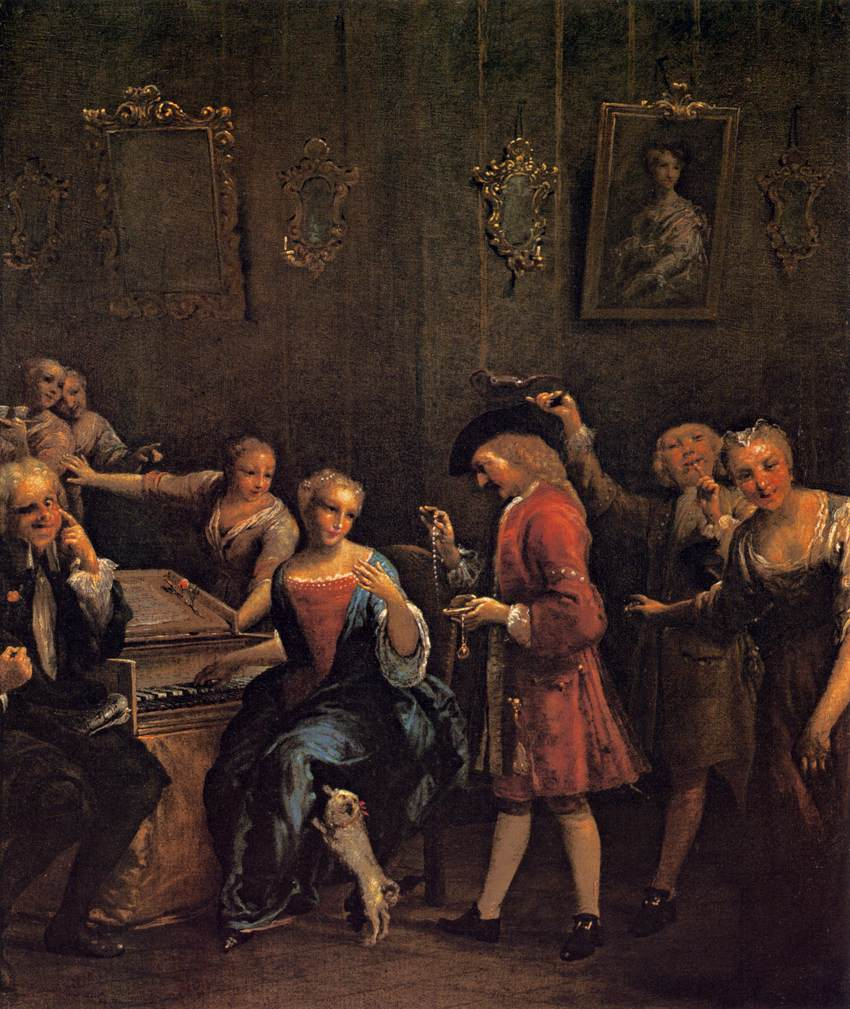
مغنية البلاط

وهو معروف بشكل خاص بالعشرين نقشًا أو ما يقارب ذلك الذي نفذه لتوضيح مجموعة القصص القصيرة التي كتبها جوليو سيزار كروس وأدريانو بانشييري.

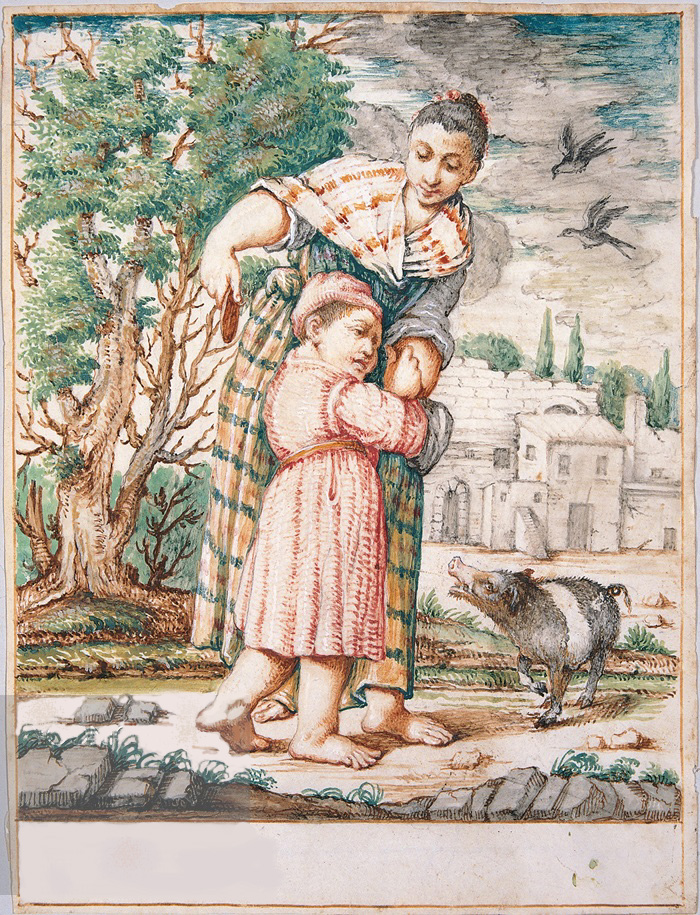
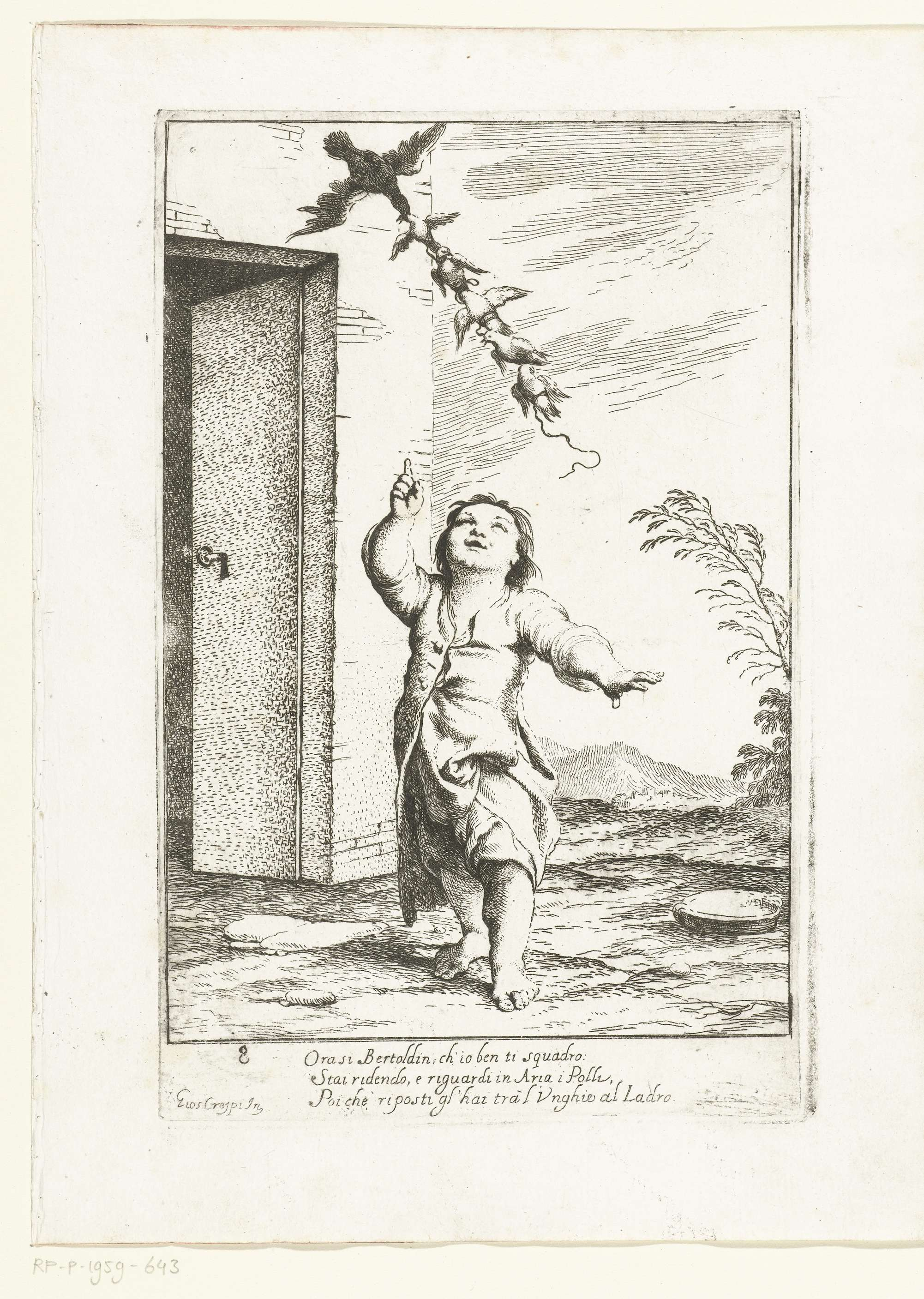
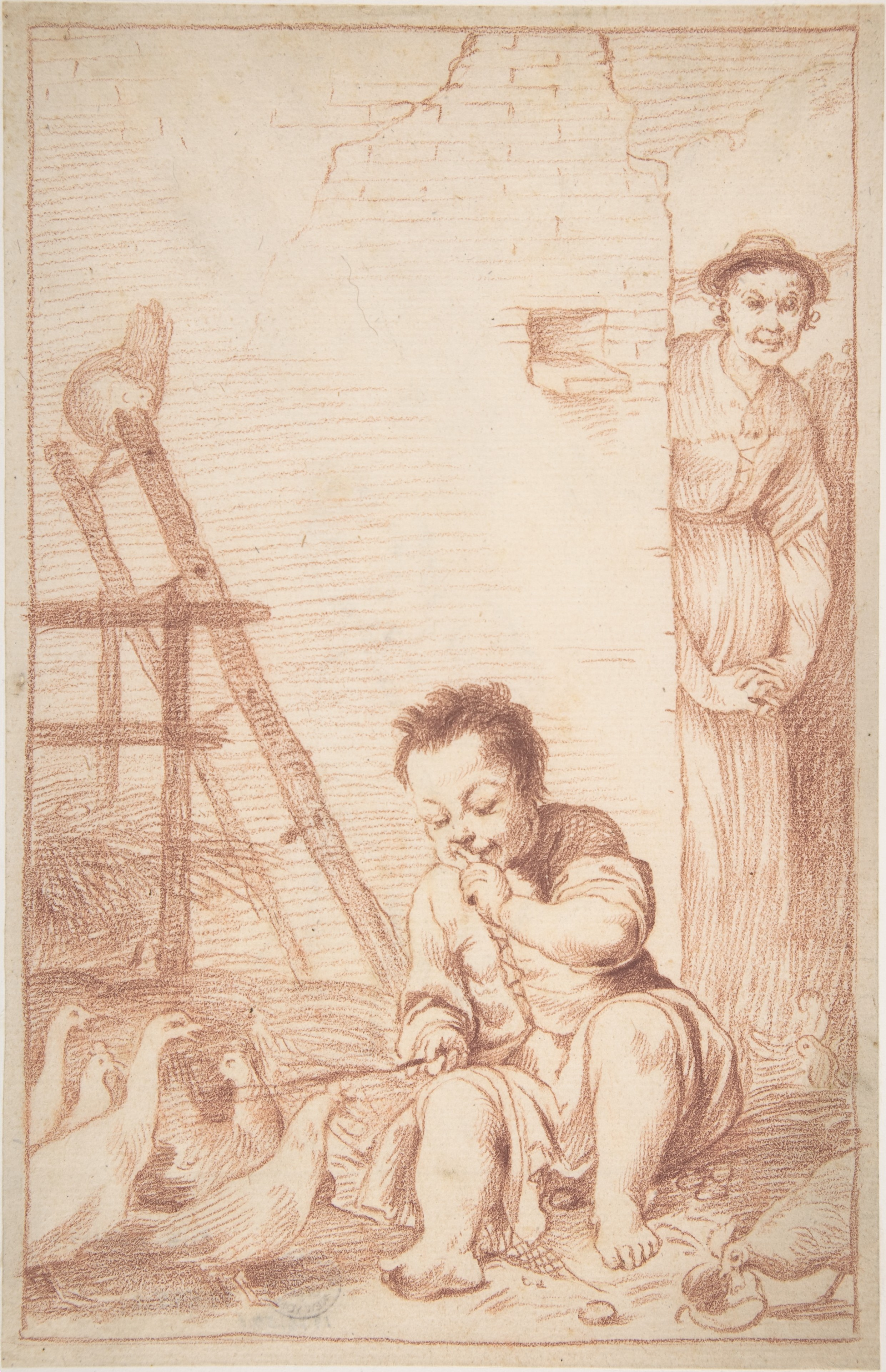
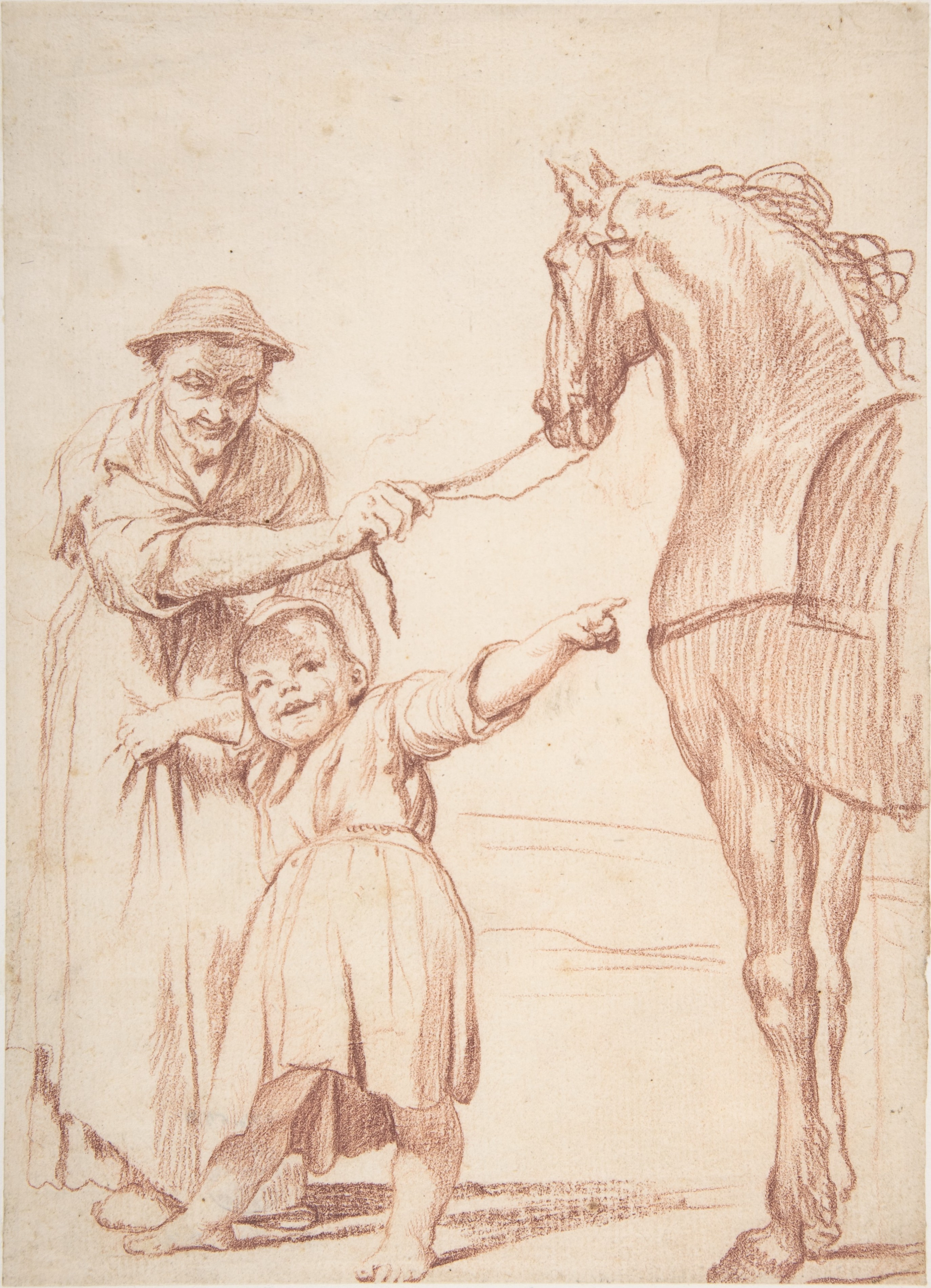
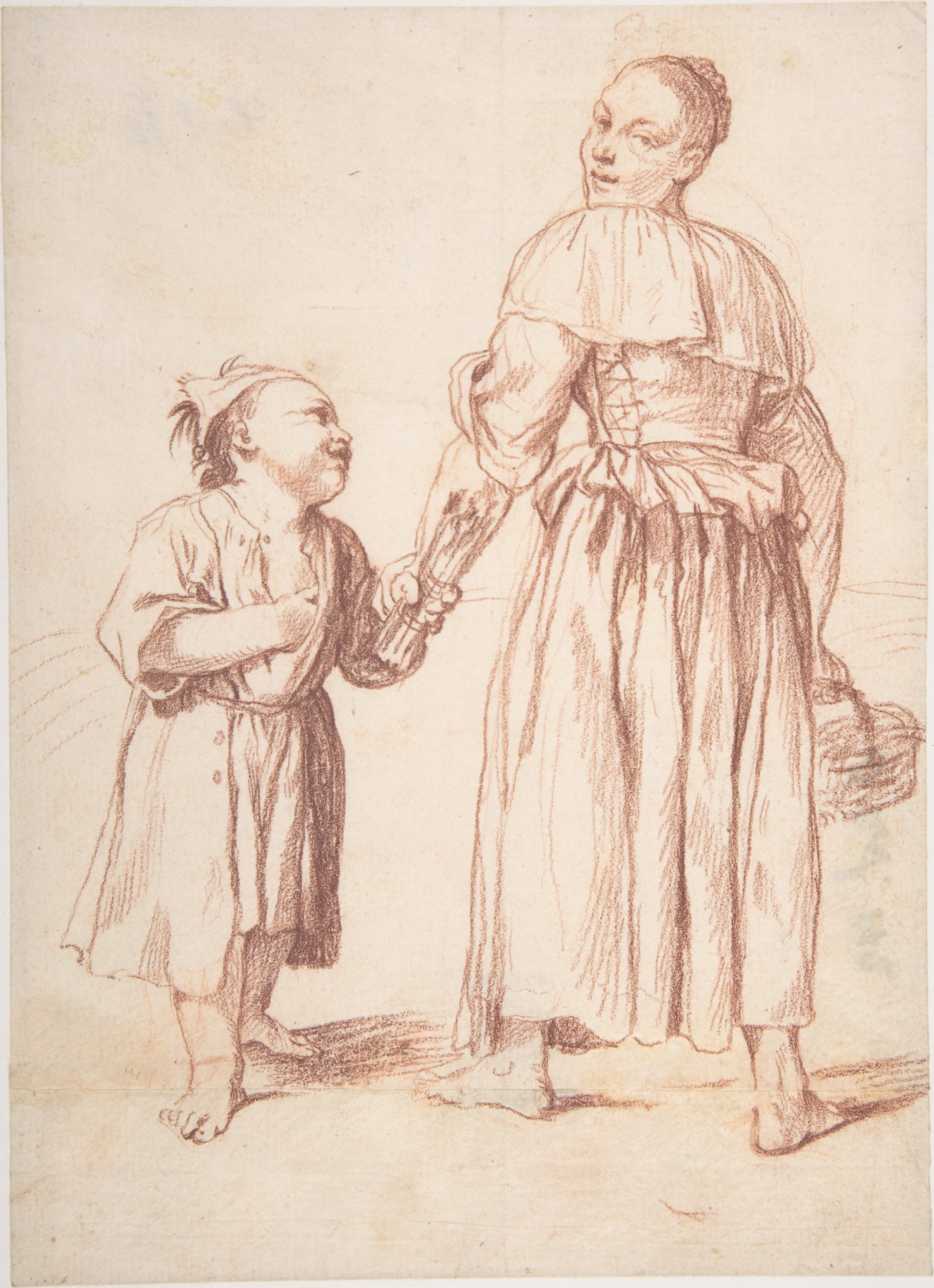

## الأعمال اللاحقة والتلاميذ

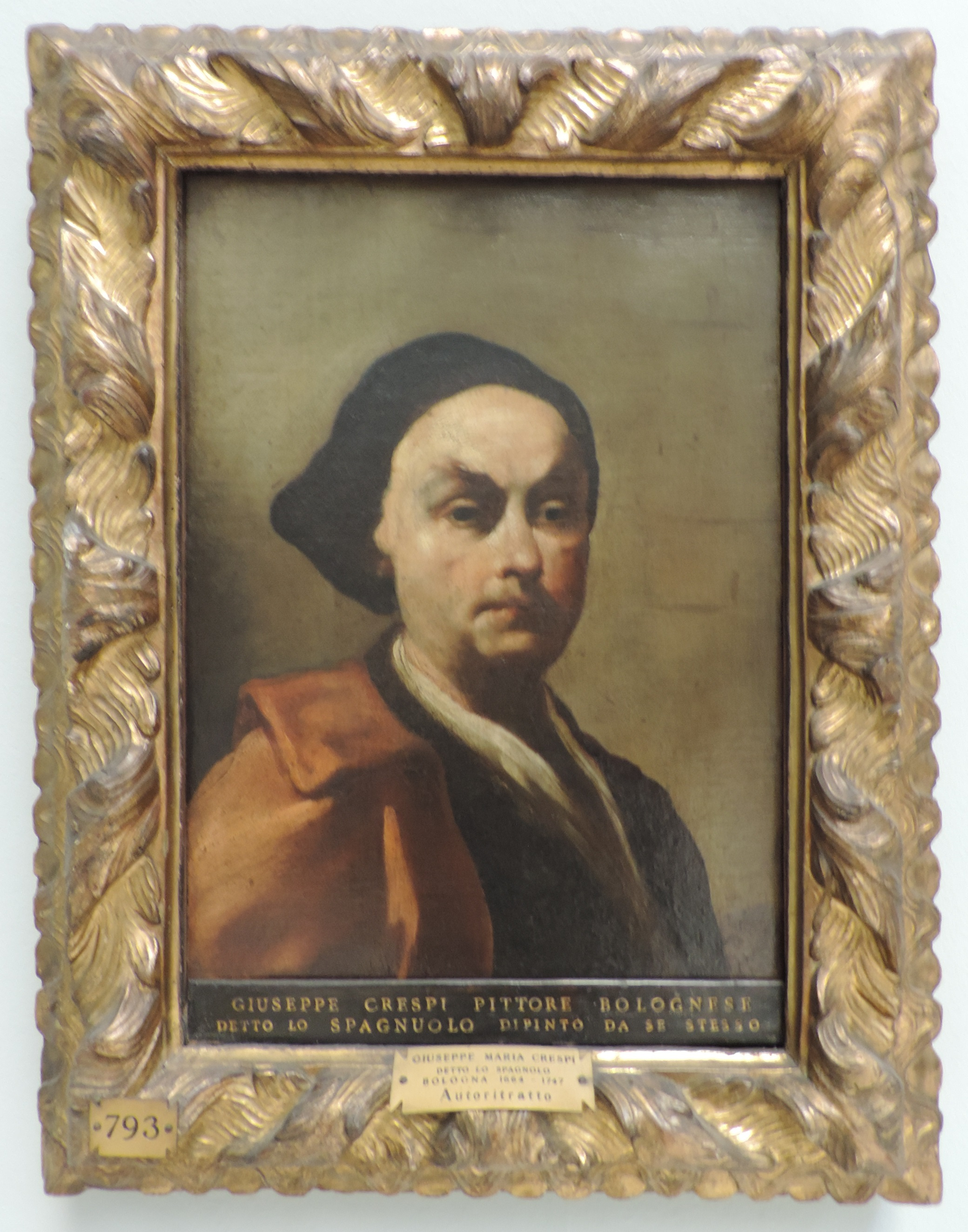
بورترية شخصية (1725-1730)

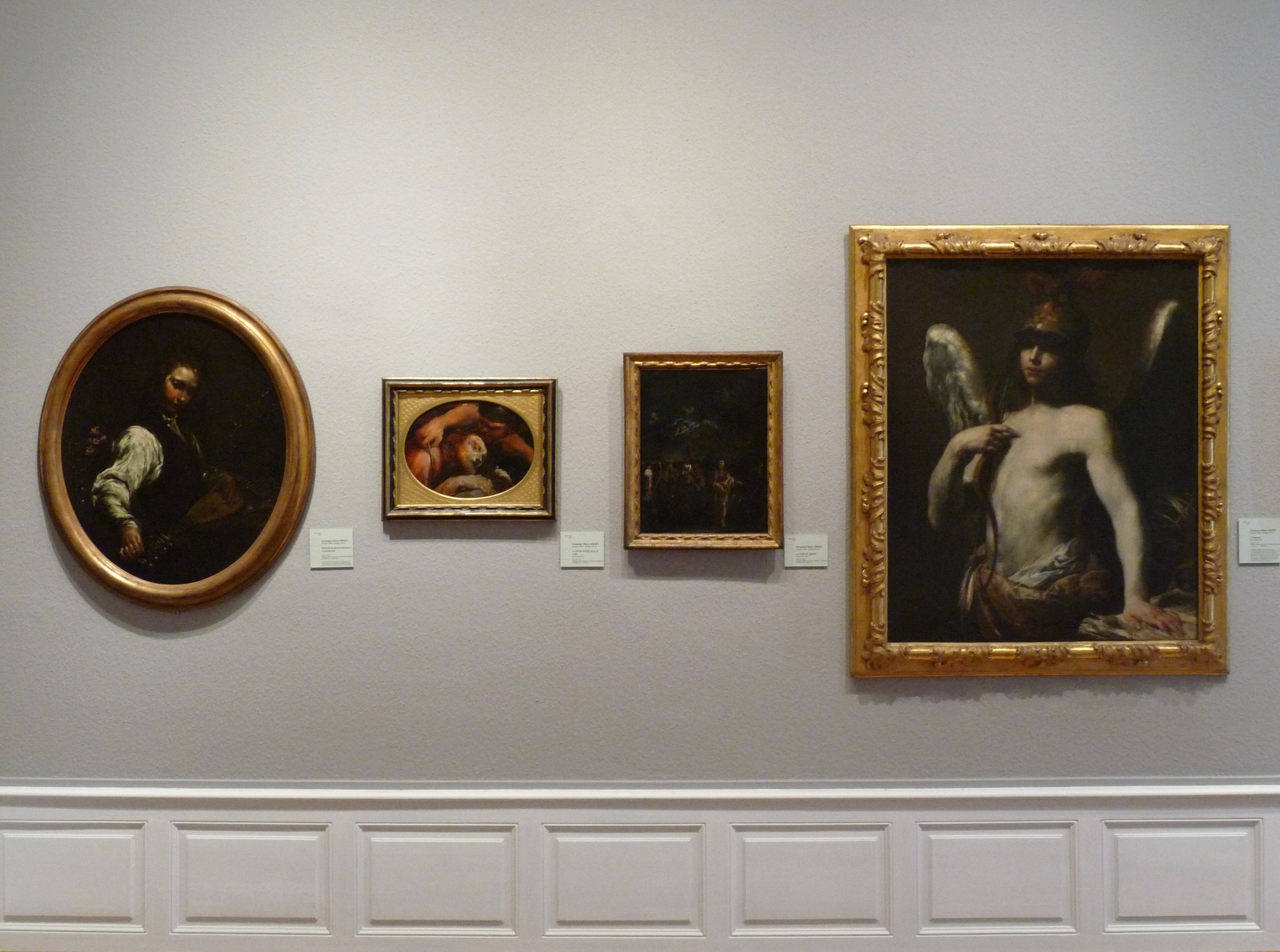
لوحات كريسبي في متحف ستراسبورغ

وفقًا لانتقائيته، كانت لوحة «القديس جون نيبوموك يعترف بملكة شوابيا»، والذي قدمها في وقت متأخر من حياته. في هذه اللوحة، يُقال الكثير عن الوجوه المحمية جزئيًا. كذلك لوحة «قيامت للمسيح» هو ترتيب درامي في منظورات ديناميكية، متأثرًا إلى حد ما «بمذبح» أنيبال كاراتشي للموضوع نفسه.
بينما جاء الكثيرون للعمل في الاستوديو، أسس كريسبي بعد رحيل سيناني، إلا أن القليل منهم أصبحه رسامين ملحوظسن. كان أنطونيو جيونيما ناجحًا إلى حد ما. ومن بين الآخرين جيوفاني فرانشيسكو براتشيولي؛ جياكومو بافيا، جيوفاني موريني، بيير جوارينتي فيليس وشقيقه جاكوبو جوستي  وكريستوفورو تيرزي. ربما يكون قد أثر أيضًا على جيوفاني دومينيكو فيريتي. في حين ادعى رسام البندقية جيوفاني باتيستا بيازيتا أنه درس تحت قيادة كريسبي، فإن التوثيق لهذا الأمر غير موجود.
أصبح اثنان من أبناء كريسبي، أنطونيو (1712-1781) ولويجي (1708-1779) رسامين. وفقًا لروايتهم، ربما استخدم كريسبي كاميرا مظلمة للمساعدة في تصوير المشاهد الخارجية في سنواته الأخيرة. بعد وفاة زوجته، أصبح منعزلاً، ونادرًا ما يغادر المنزل باستثناء الذهاب إلى القداس اليومي.

## معرض الصور

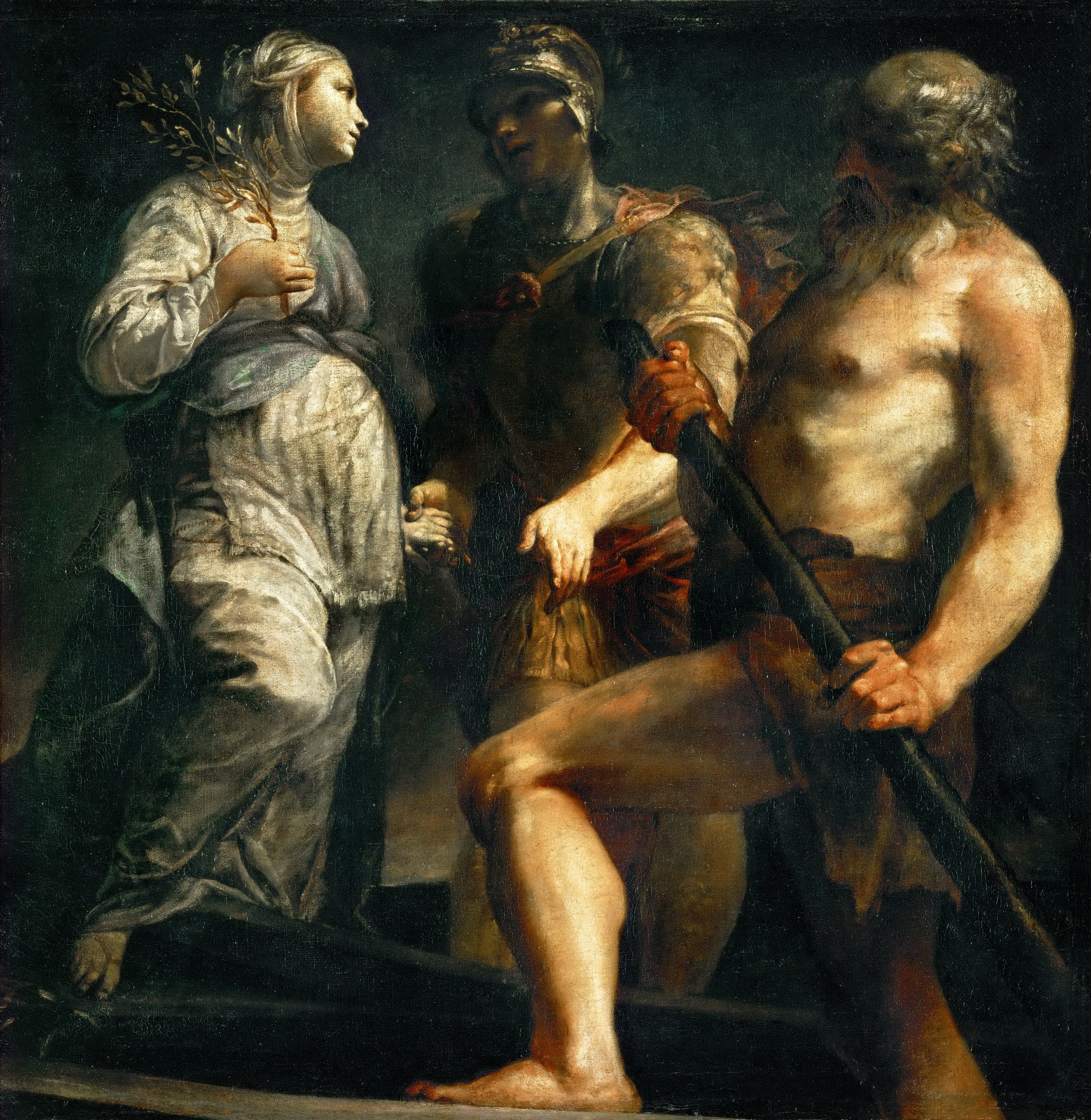
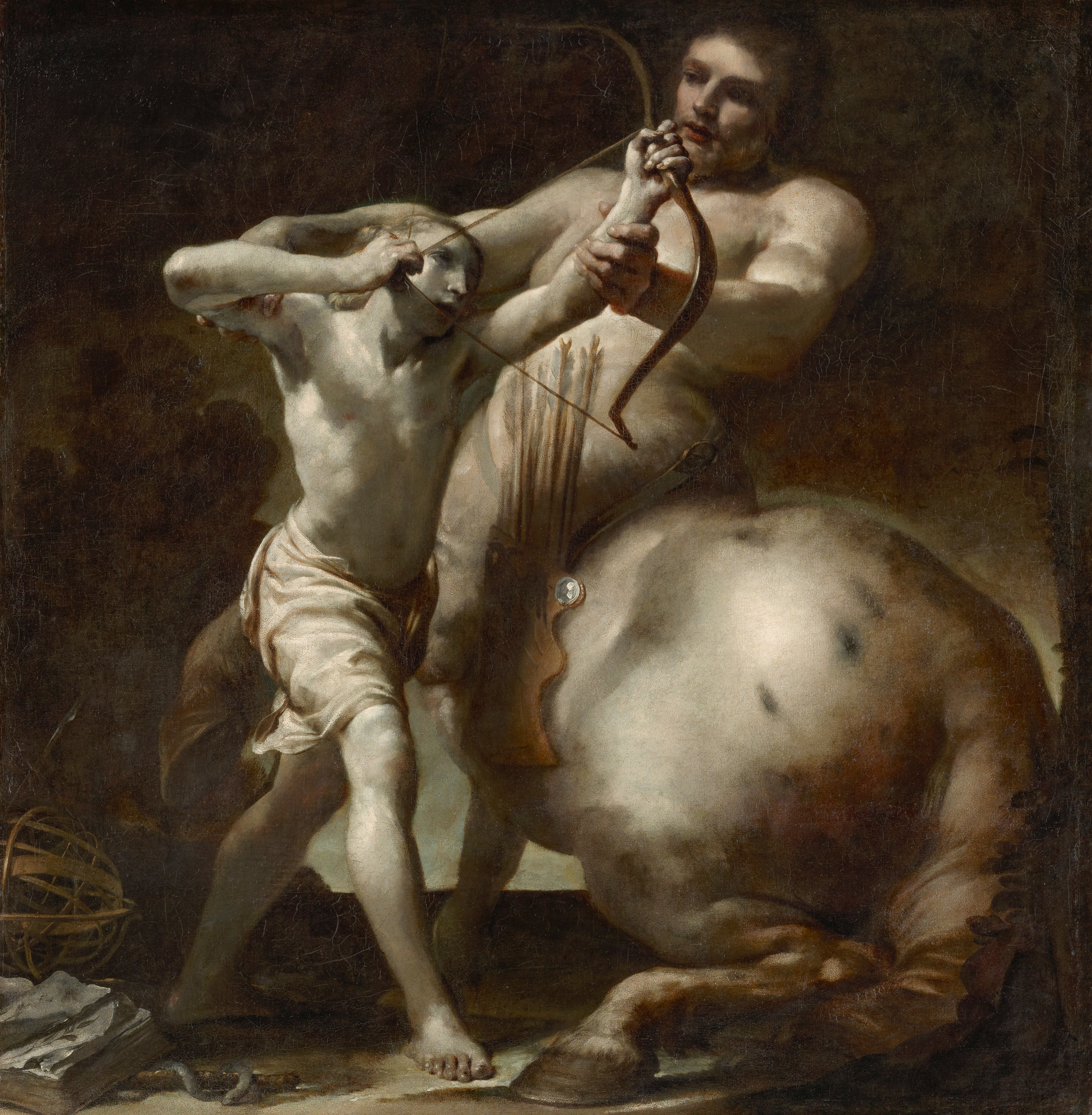
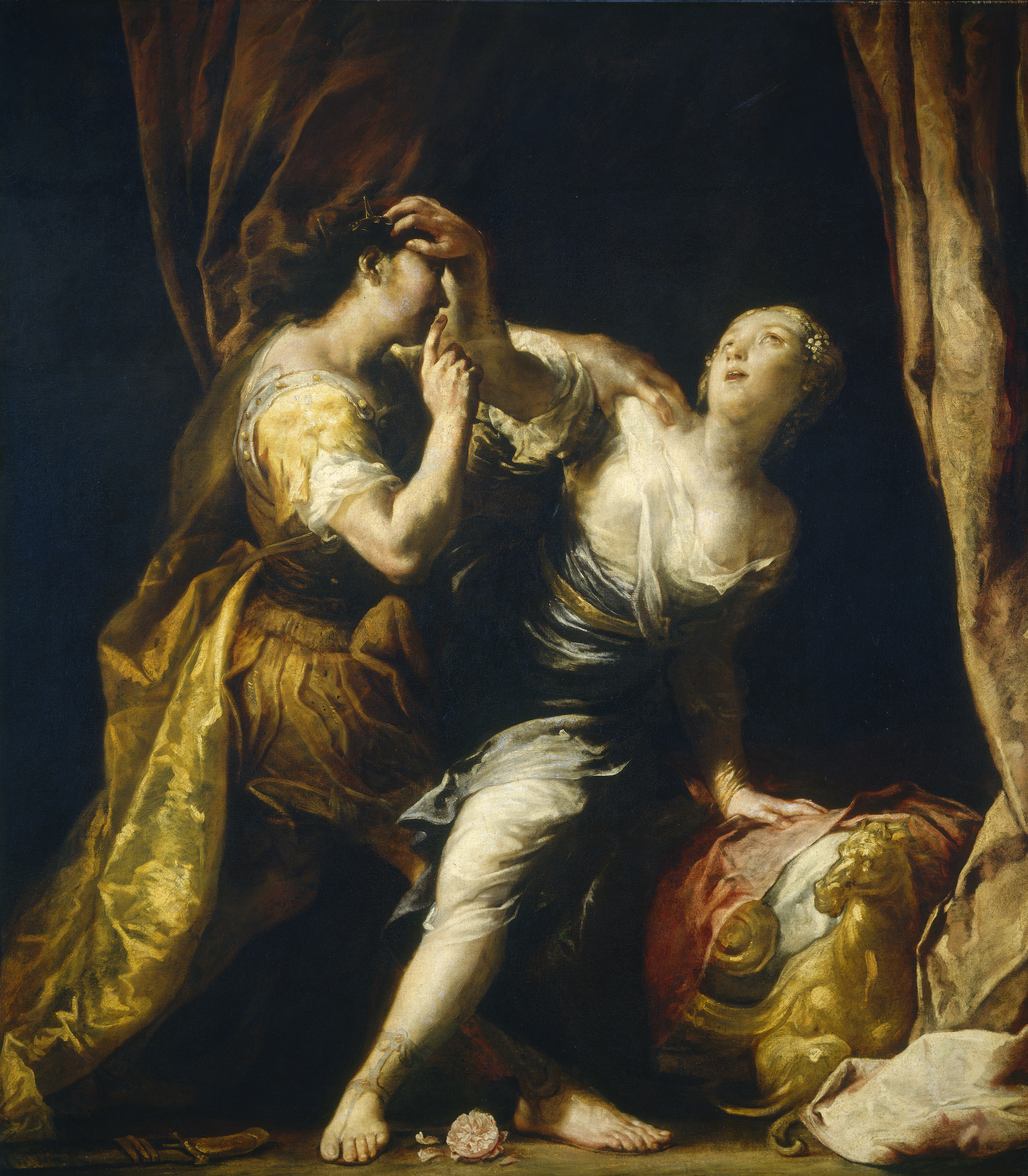
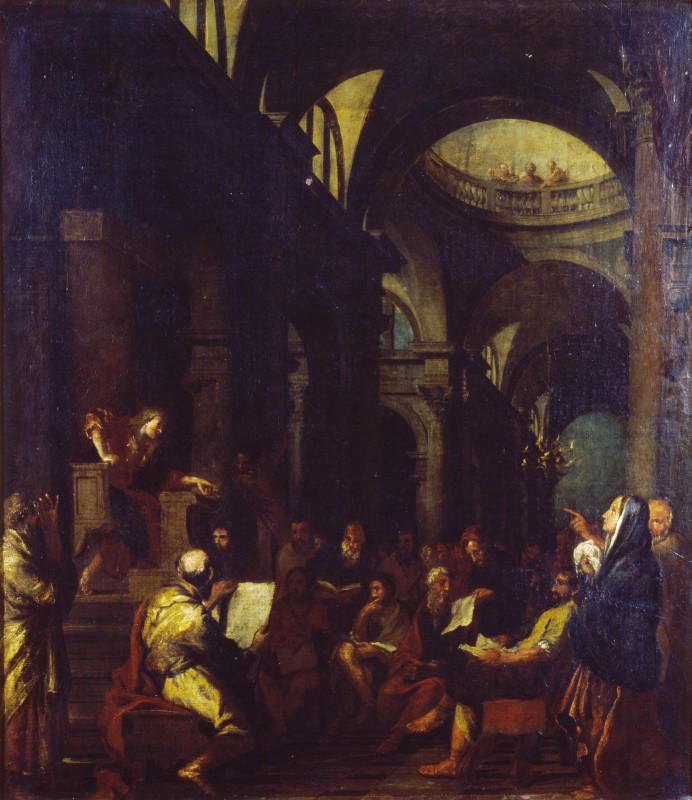
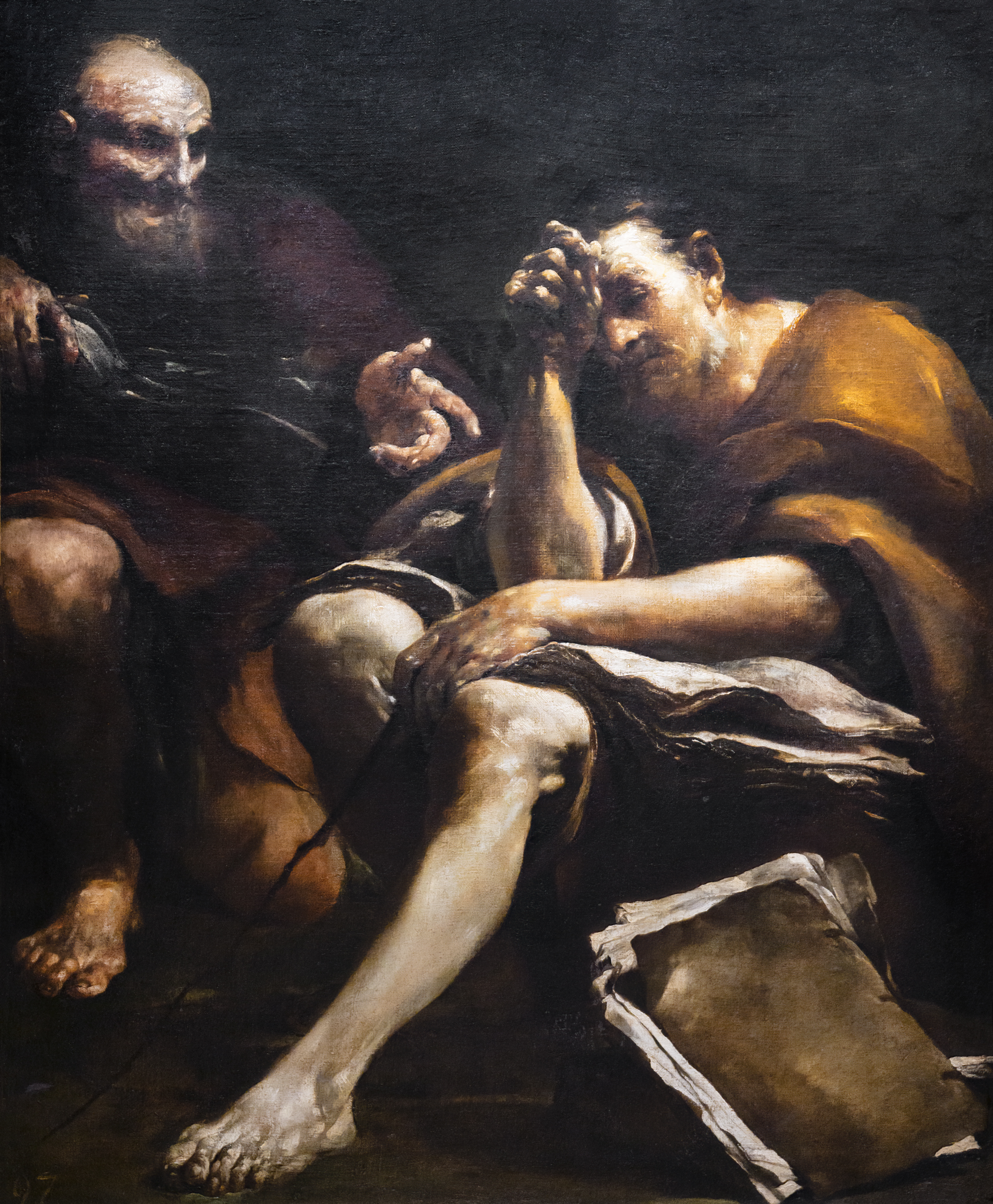
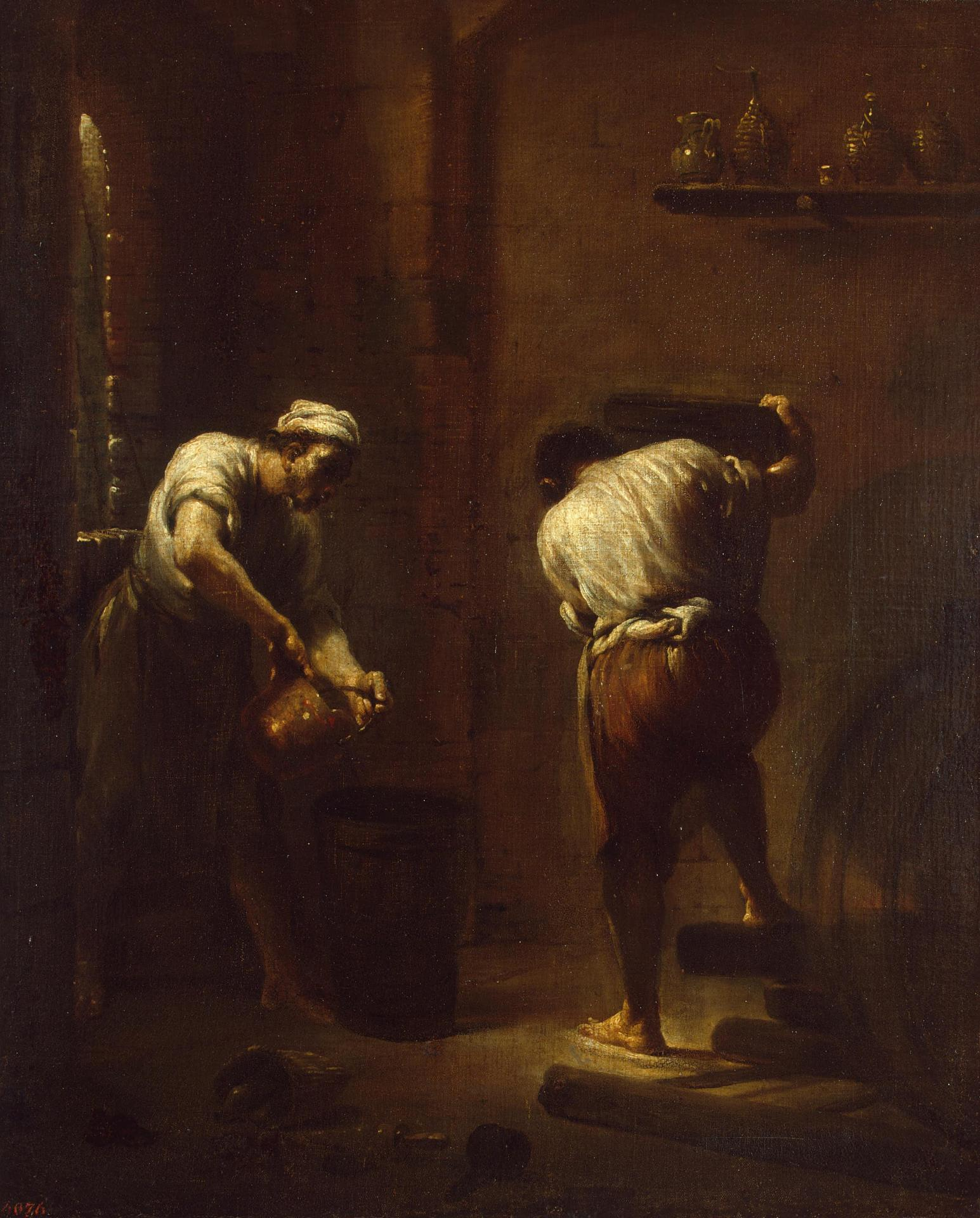
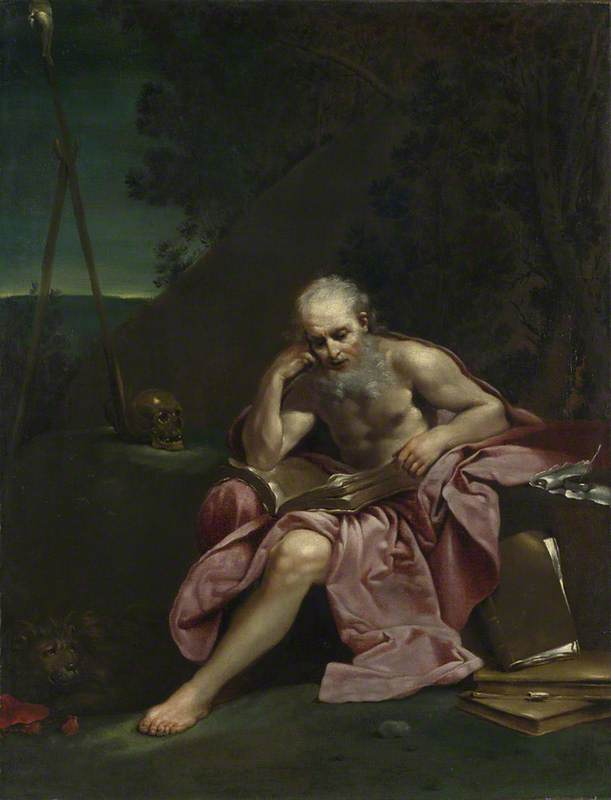
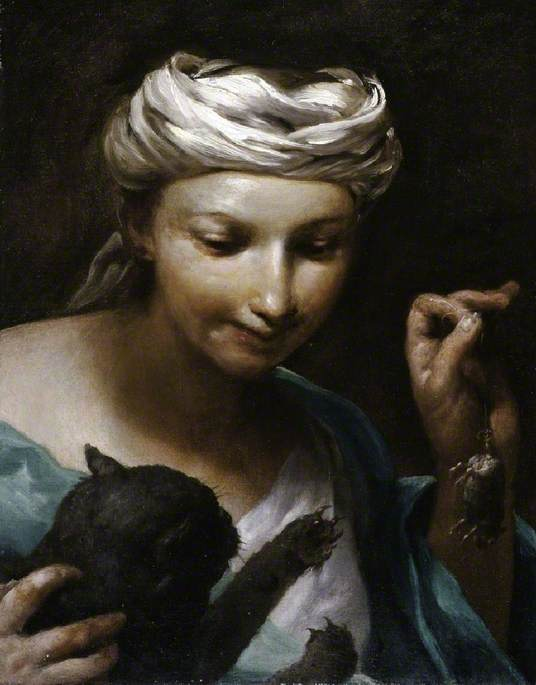
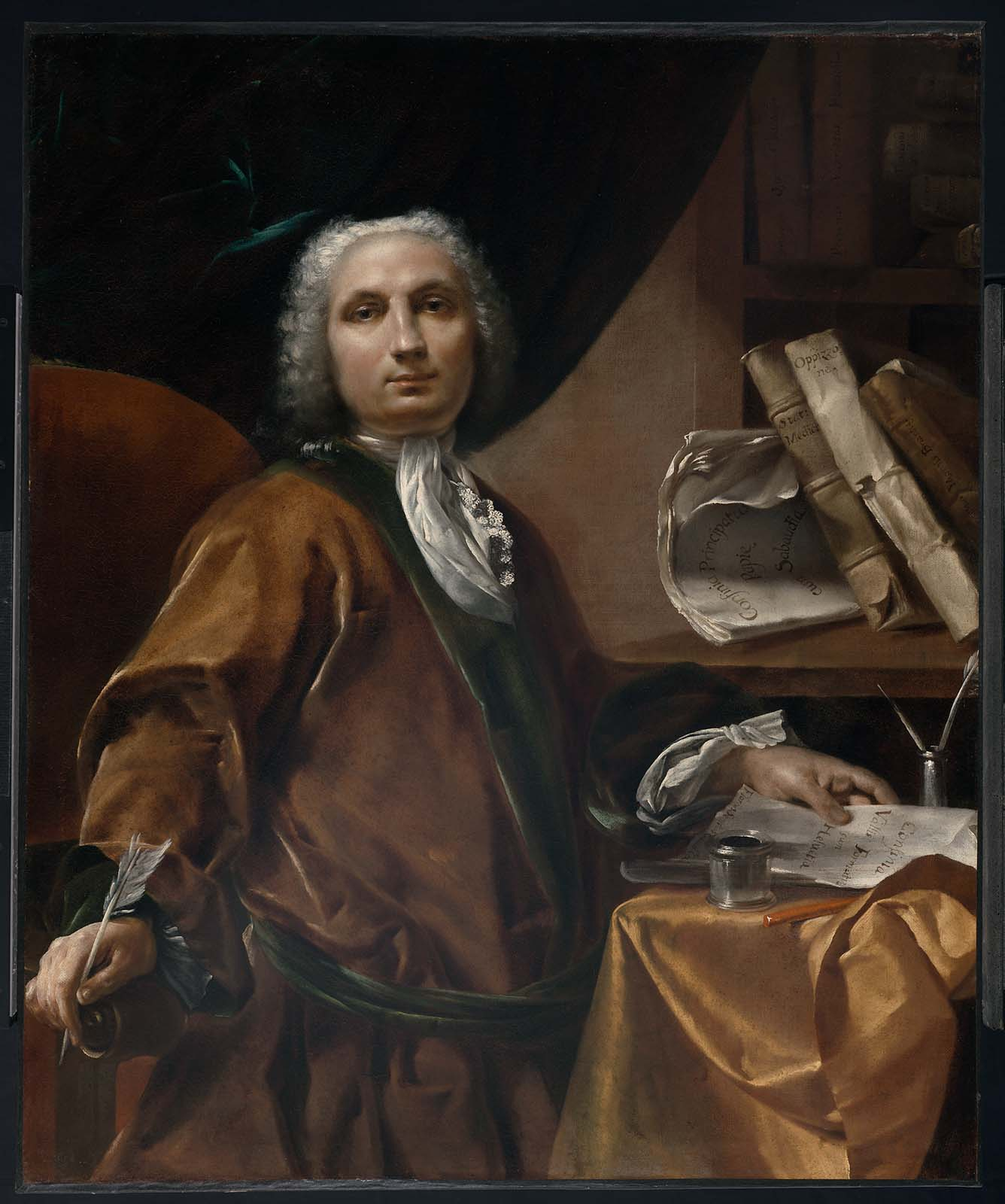
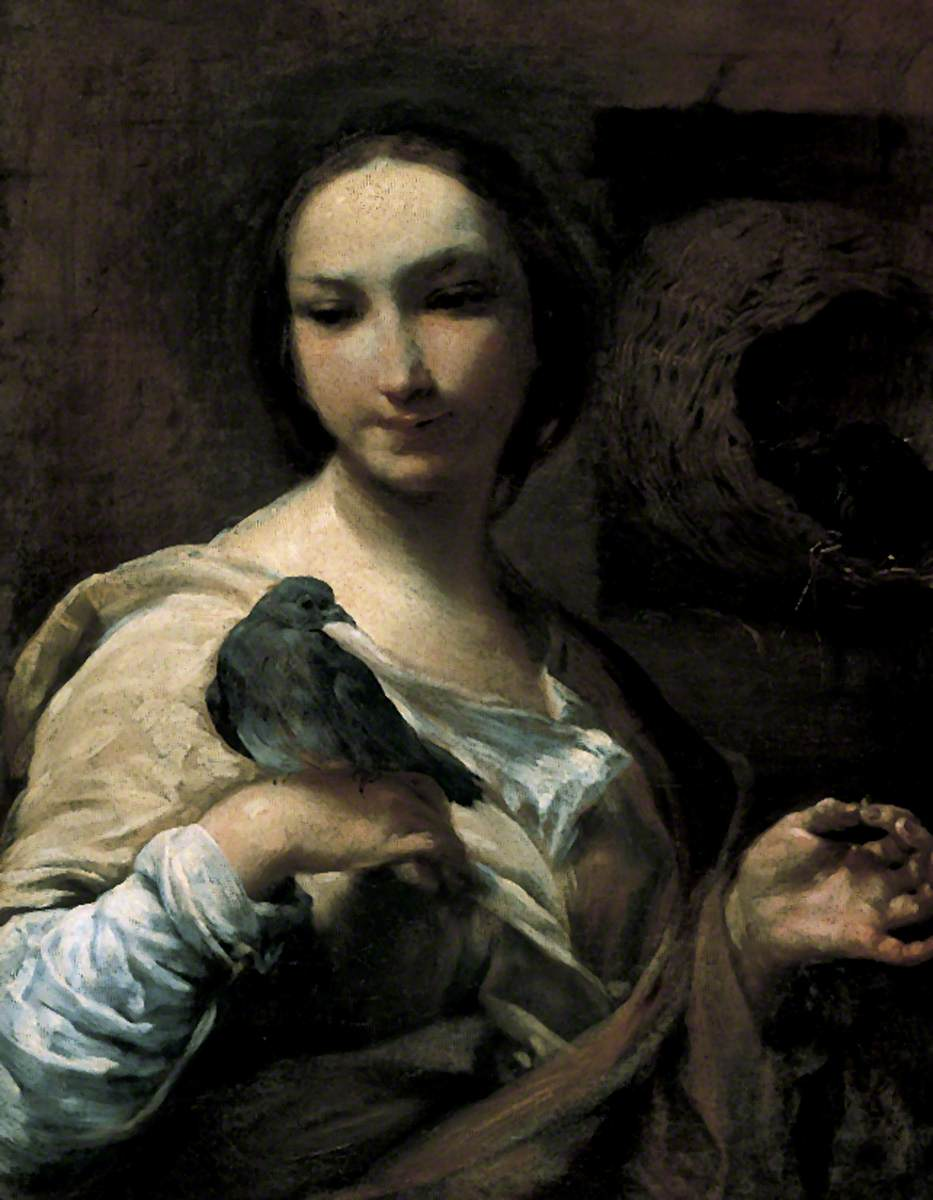
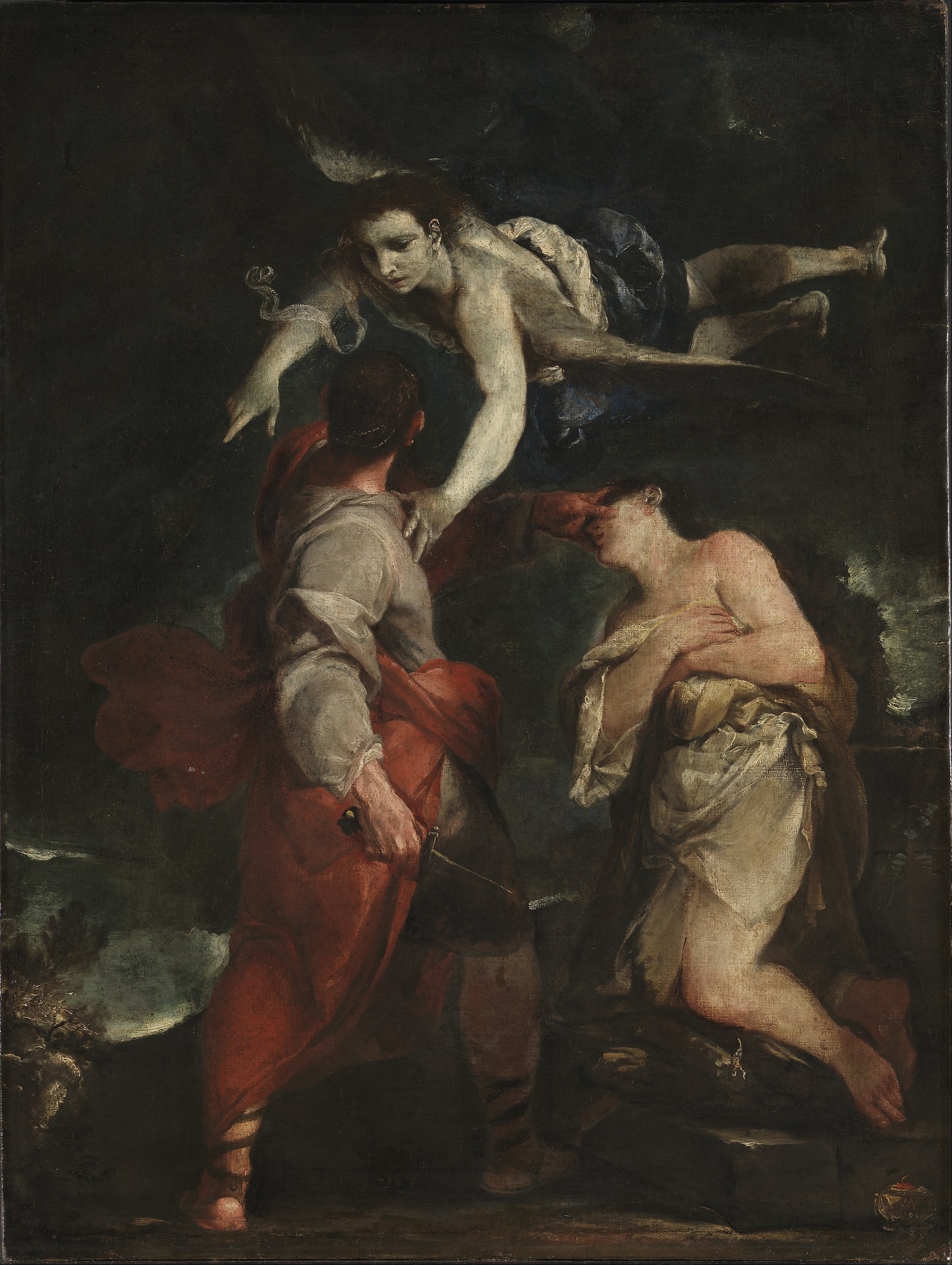
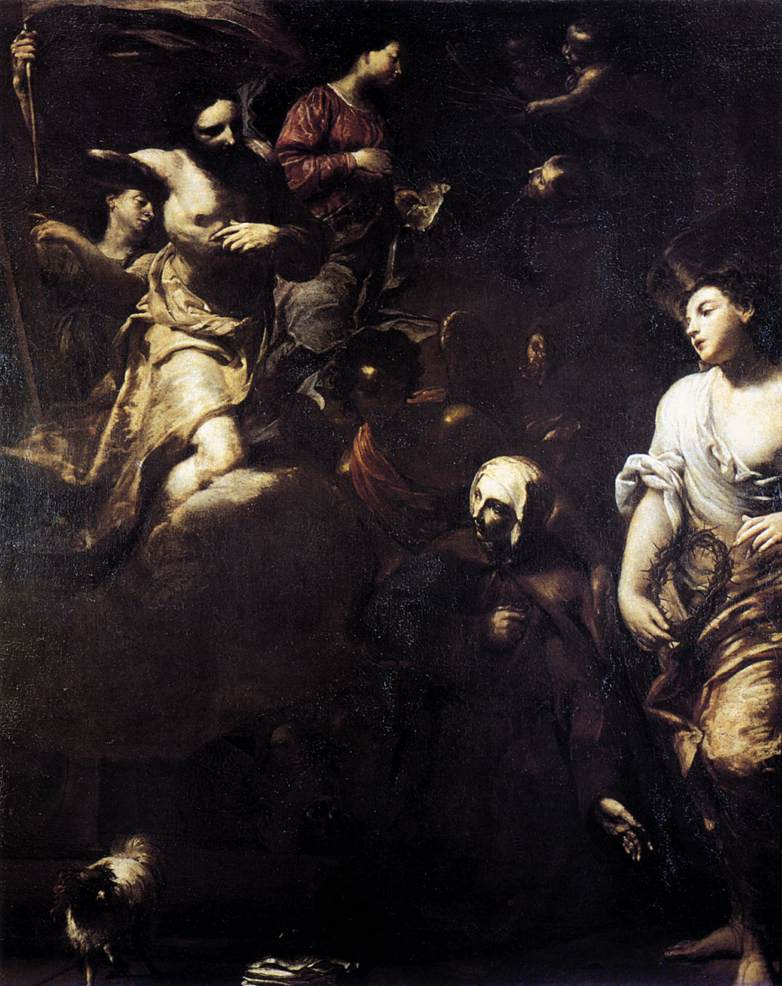
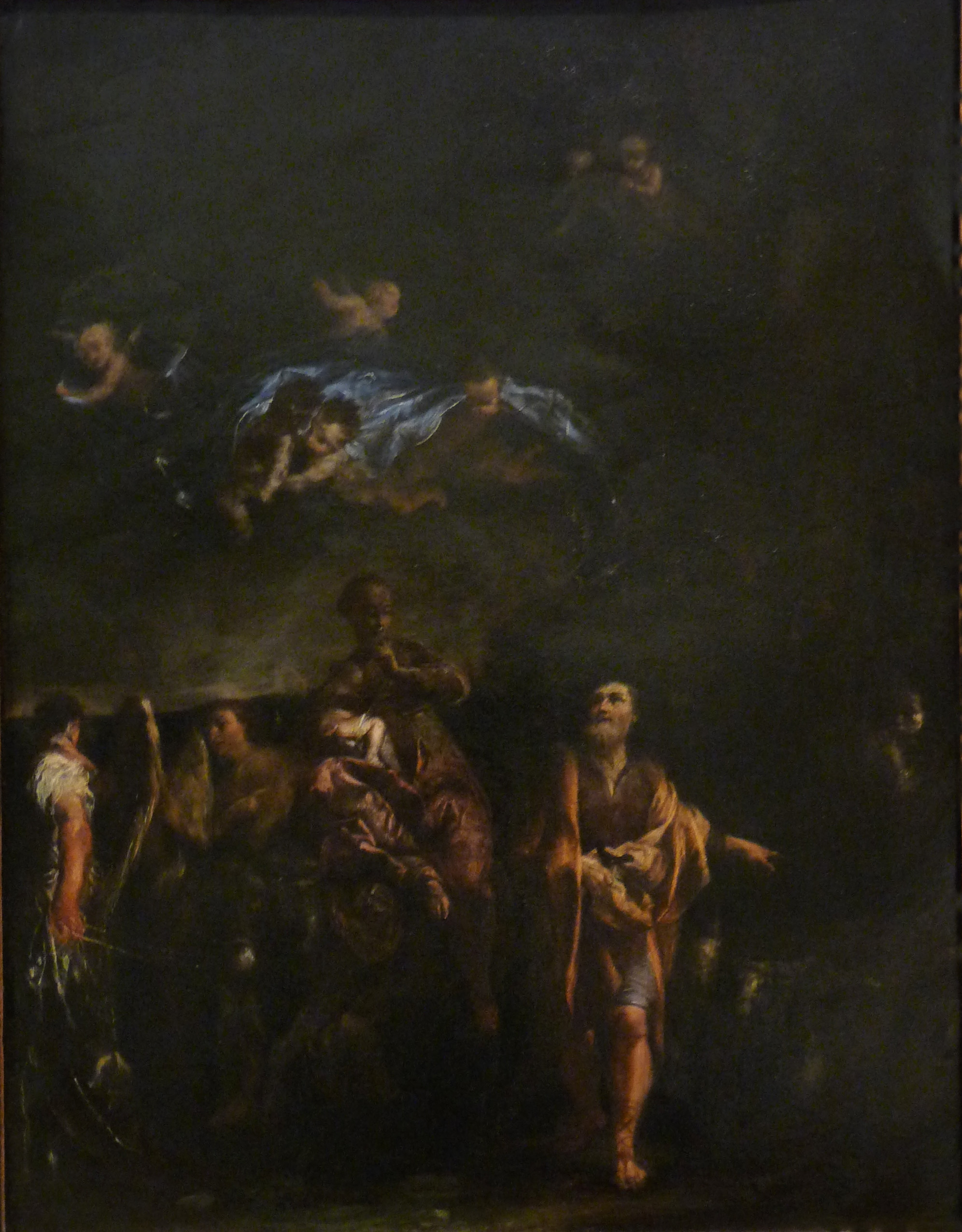
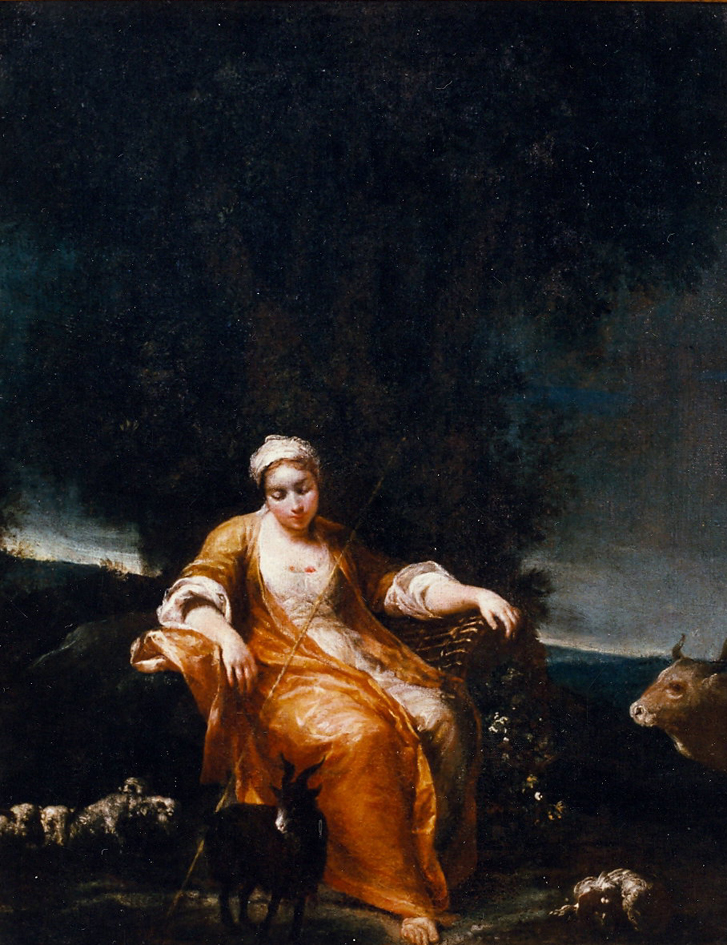
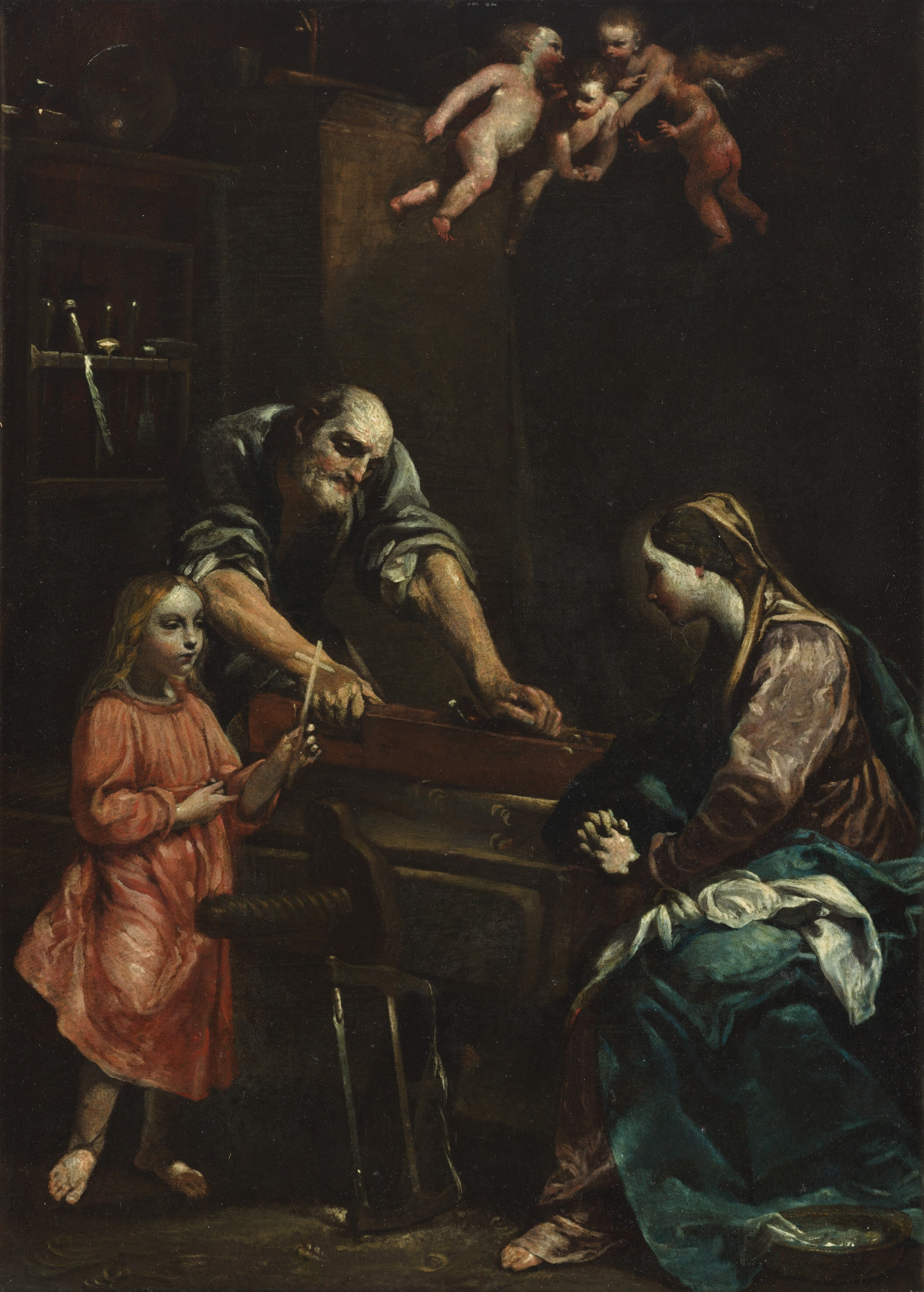
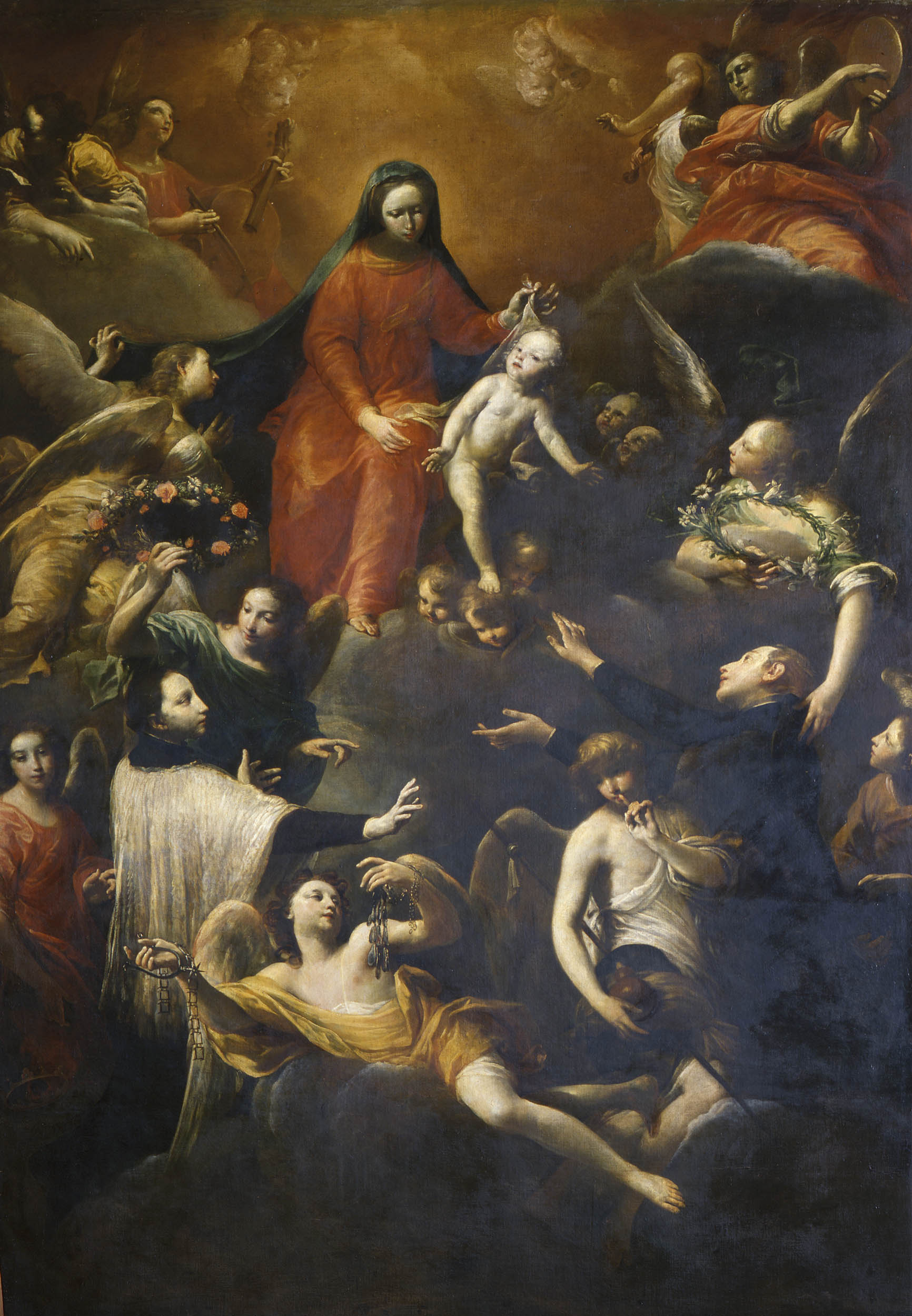
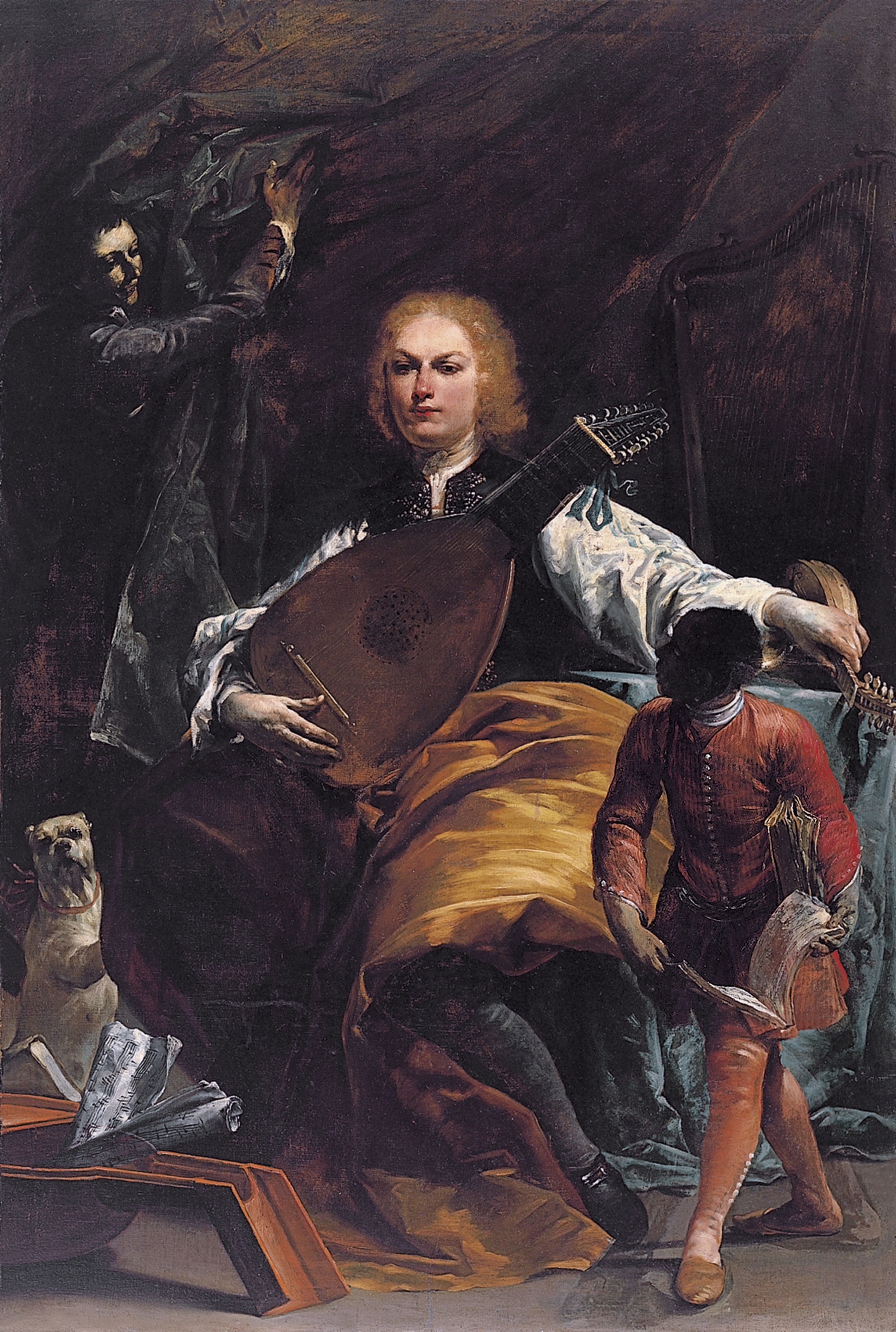
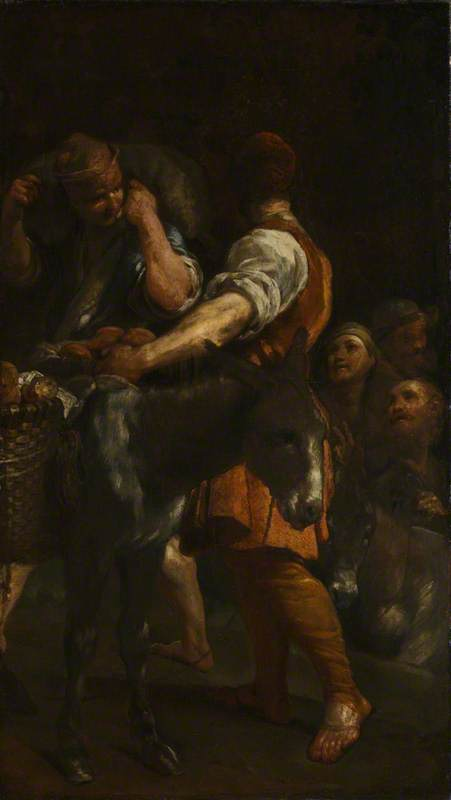
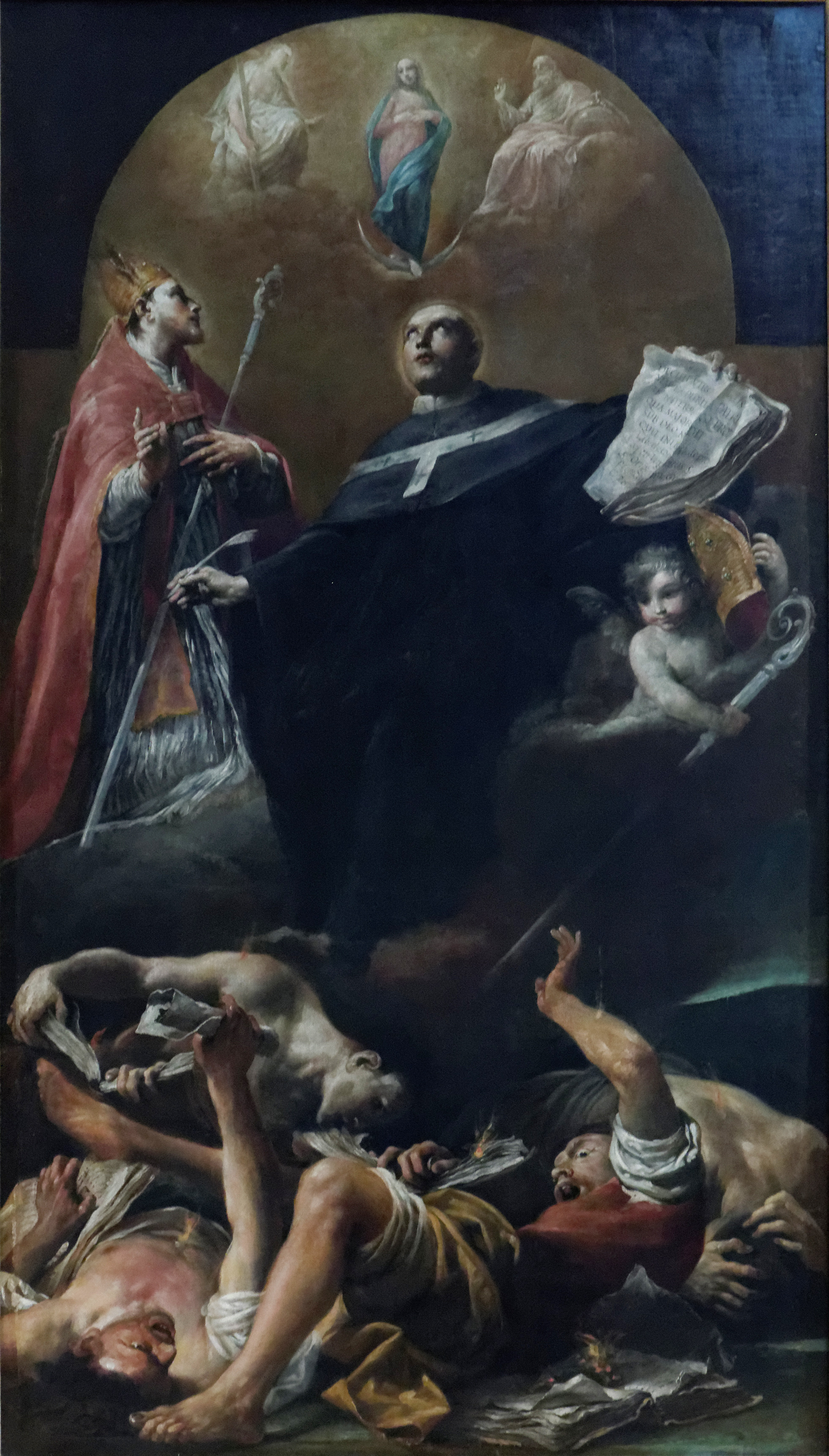
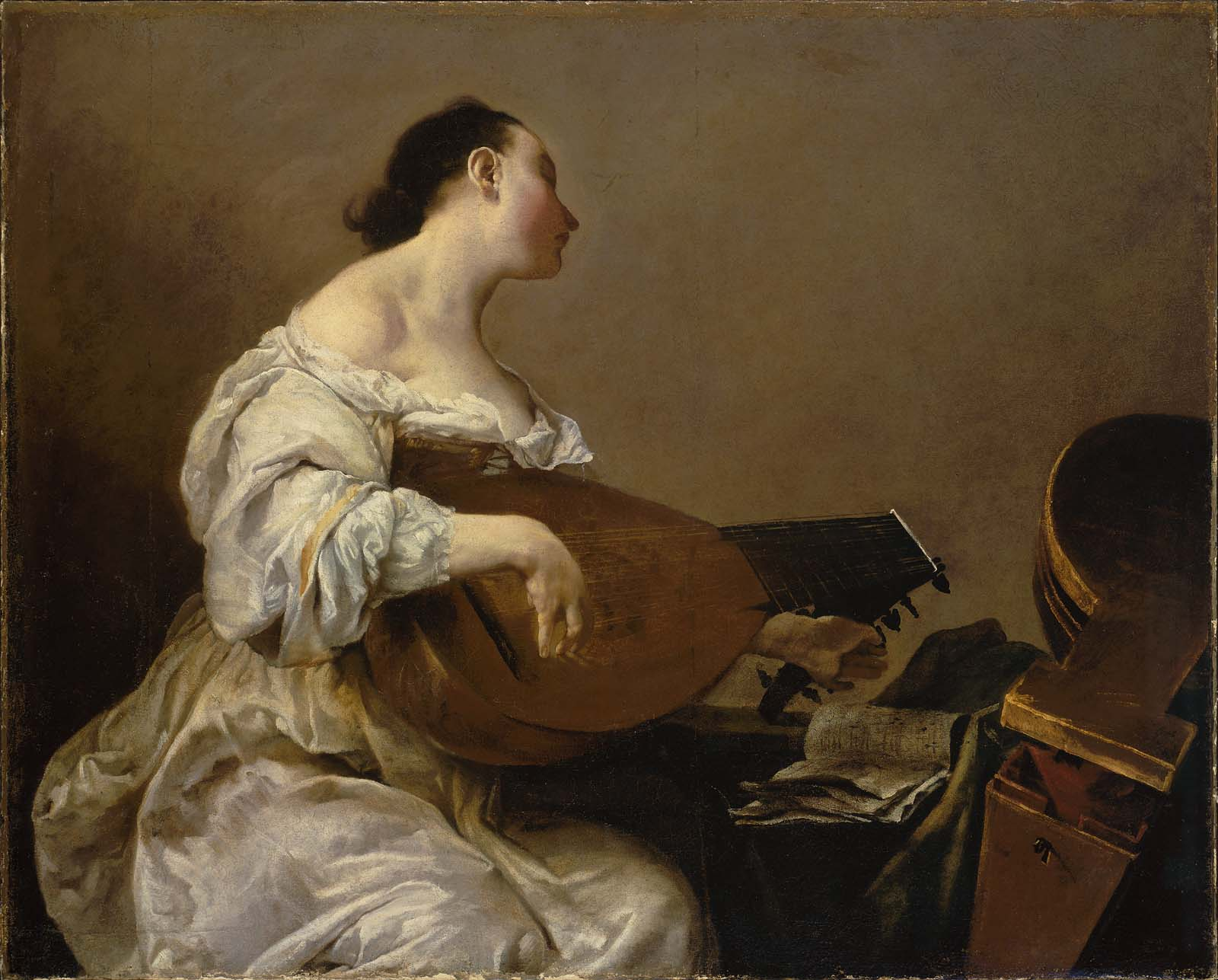
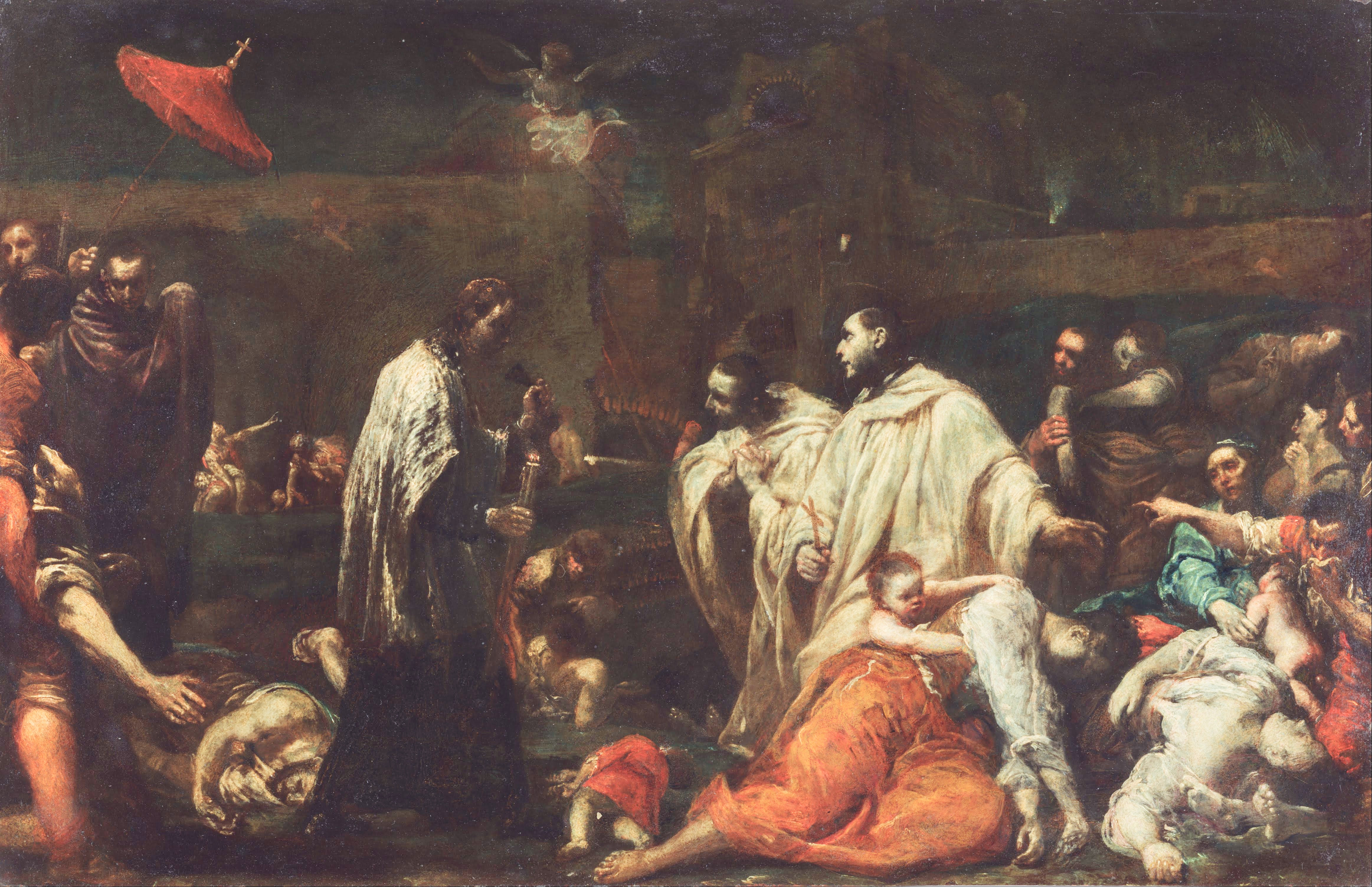